# Seznam sopek Indonésie
Toto je seznam sopek v Indonésii.

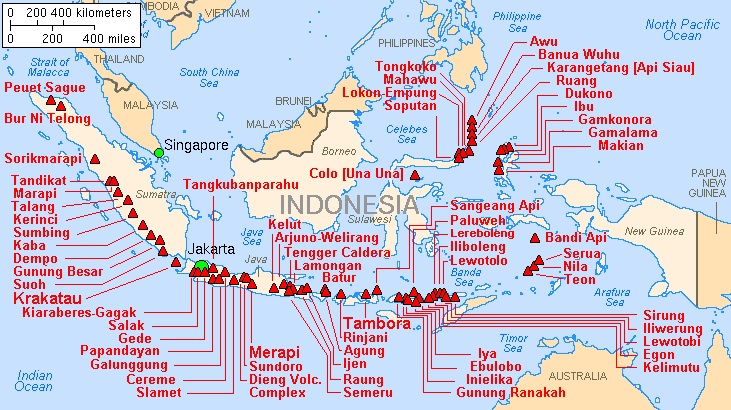
Indonéské vulkány

Souostroví Indonésie je tektonicky i vulkanicky jedna z nejaktivnějších oblastí na Zemi. Nachází se na něm minimálně 500 sopek, z nichž je asi 130 aktivních: 35 na Jávě, 30 Sumatře, 30 na Bali, 18 na Sulawesi a 16 na Molukách. Za posledních 400 let došlo k erupcí zhruba 70 z nich.
Území Indonésie leží na rozhraní australské, sundské, filipínské a pacifické tektonické desky. Jedná se o část tzv. Pacifického ohnivého kruhu. To je geologicky aktivní zlomová linie vícero tektonických desek, obklopující v délce 40 tisíc kilometrů téměř celý Tichý oceán, kde probíhá 90% všech světových zemětřesení. Leží v ní 452 aktivních sopek a v minulosti byla dějištěm mohutných sopečných erupcí.

## Indonésie

### Sumatra

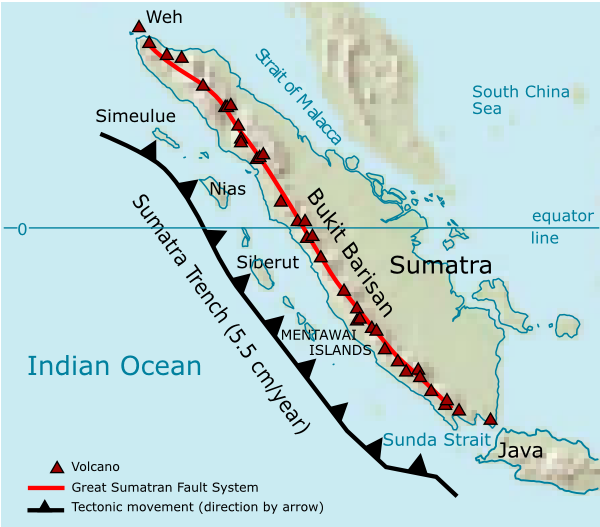
Pásmo sopek (červená linie) a subdukce (černá linie)

Geografii Sumatry dominuje Barisanské pohoří. Toto sopečné pohoří se táhne od severozápadu k jihovýchodu v délce téměř 1700 km. Je důsledkem podsouvání australské desky pod sundskou a tento pohyb dosahuje 50–75 mm za rok. Vlivem jejich tření dochází ve zdejší zemské kůře k obrovskému napětí a to se uvolňuje častými, někdy i velmi silnými zemětřeseními. Nejznámější je zřejmě to z 26. prosince 2004. Magnitudo bylo stanoveno na 9,2 Mw, což z něj činí třetí nejsilnější v zaznamenané historii. Následné tsunami zasáhlo pobřeží celého Indického oceánu a zabilo 228 000 lidí, z čehož 170 000 v Indonésii.
Subdukující australská deska dále klesá a zhruba ve hloubce 65–130 km dochází vlivem vysokých teplot a tlaků k jejímu tavení a uvolňují se z ní plyny, včetně vodní páry. Část vzniklého magmatu, obohacené těmito plyny, poté díky své nižší hustotě stoupá k povrchu, kde tvoří a pohání řetězce sopek. V důsledku přítomnosti plynů se sopečná činnost často projevuje explozivními, někdy i velmi mohutnými erupcemi. Například před 75 tisíci lety došlo na severu ostrova k výbuchu supervulkánu Toba. Nejmohutnější sopečná erupce za posledních 27 milionů let vyvrhla 2 800 km³ popela, pemzy a lávy. Katastrofa celosvětově ochladila klima tak, že se tehdejší lidská populace ztenčila na méně než 10 tisíc jedinců. Dnes mezi nejaktivnější sopky patří: Sinabung, Kerinci, Marapi a Talang.
| Název             | Forma              | Výška (m) | Souřadnice                       | Poslední erupce | Nejmohutnější erupce (VEI) | Reference     |
| ----------------- | ------------------ | --------- | -------------------------------- | --------------- | -------------------------- | ------------- |
| Belirang-Beriti   | vulkanický komplex | 1 958     | 2°49′ j. š., 102°11′ v. d.       | ???             | ???                        | [ 7 ] [ 8 ]   |
| Besar             | stratovulkán       | 1 899     | 4°26′ j. š., 103°40′0″ v. d.     | 1940            | ???                        | [ 9 ] [ 10 ]  |
| Bukit Daun        | stratovulkán       | 2 467     | 3°23′ j. š., 102°22′0″ v. d.     | ???             | ???                        | [ 11 ] [ 12 ] |
| Bukit Lumut Balai | stratovulkán       | 2 055     | 4°13′ j. š., 103°37′0″ v. d.     | ???             | ???                        | [ 13 ] [ 14 ] |
| Bur ni Telong     | stratovulkán       | 2 617     | 4°46′8″ j. š., 96°49′16″ v. d.   | 1937            | 2                          | [ 15 ] [ 16 ] |
| Dempo             | stratovulkán       | 3 173     | 4°2′ j. š., 103°8′0″ v. d.       | 2022            | 2                          | [ 17 ] [ 18 ] |
| Geureudong        | stratovulkán       | 2 885     | 4°48′47″ s. š., 96°49′12″ v. d.  | 1937            | ???                        | [ 19 ] [ 20 ] |
| Helatoba-Tarutung | pole fumarol       | 1 100     | 2°1′48″ s. š., 98°55′48″ v. d.   | pleistocén      | ???                        | [ 21 ]        |
| Hulubelu          | kaldera            | 1 040     | 5°21′ j. š., 104°36′ v. d.       | ???             | ???                        | [ 22 ] [ 23 ] |
| Hutapanjang       | stratovulkán       | 2 021     | 2°19′59″ j. š., 101°36′4″ v. d.  | ???             | ???                        | [ 24 ]        |
| Imun              | sopečný kužel      | 1 505     | 2°9′29″ s. š., 98°55′48″ v. d.   | ???             | ???                        | [ 25 ] [ 26 ] |
| Kaba              | vulkanický komplex | 1 952     | 3°30′53″ j. š., 102°37′35″ v. d. | 2000            | 2                          | [ 27 ] [ 28 ] |
| Kembar            | štítová sopka      | 2 245     | 3°50′59″ s. š., 97°39′50″ v. d.  | pleistocén      | ???                        | [ 29 ] [ 30 ] |
| Kerinci           | stratovulkán       | 3 805     | 1°41′48″ j. š., 101°15′56″ v. d. | 2023            | 2                          | [ 31 ] [ 32 ] |
| Kunyit            | stratovulkán       | 2 151     | 2°35′31″ j. š., 101°37′48″ v. d. | ???             | ???                        | [ 33 ] [ 34 ] |
| Lubukraya         | stratovulkán       | 1 862     | 1°28′41″ s. š., 99°12′32″ v. d.  | ???             | ???                        | [ 35 ] [ 36 ] |
| Marapi            | stratovulkán       | 2 891     | 0°22′50″ j. š., 100°28′24″ v. d. | 2018            | 2                          | [ 37 ] [ 38 ] |
| Patah             | stratovulkán       | 2 852     | 4°16′12″ j. š., 103°18′ v. d.    | ???             | ???                        | [ 39 ] [ 40 ] |
| Pendan            | sopečný kužel      | ???       | 2°49′12″ j. š., 102°1′12″ v. d.  | ???             | ???                        | [ 41 ]        |
| Peuet Sague       | vulkanický komplex | 2 801     | 4°54′50″ s. š., 96°19′44″ v. d.  | 2000            | 2                          | [ 42 ] [ 43 ] |
| Pulau Weh         | stratovulkán       | 617       | 5°49′12″ s. š., 95°16′48″ v. d.  | ???             | ???                        | [ 44 ] [ 45 ] |
| Rajabasa          | stratovulkán       | 1 281     | 5°47′ j. š., 105°37′30″ v. d.    | ???             | ???                        | [ 46 ] [ 47 ] |
| Ranau             | kaldera            | 1 881     | 4°51′45″ j. š., 103°55′50″ v. d. | ???             | ???                        | [ 48 ] [ 49 ] |
| Sarik-Gajah       | sypaný kužel       | ???       | 0°4′48″ s. š., 100°12′ v. d.     | ???             | ???                        | [ 50 ] [ 51 ] |
| Sekincau Belirang | vulkanický komplex | 1 719     | 5°7′12″ j. š., 104°19′12″ v. d.  | ???             | ???                        | [ 52 ] [ 53 ] |
| Seulawah Agam     | stratovulkán       | 1 810     | 5°26′51″ s. š., 95°39′21″ v. d.  | 1839            | 2                          | [ 54 ] [ 55 ] |
| Sibayak           | stratovulkány      | 2 212     | 3°14′21″ s. š., 98°30′20″ v. d.  | 1881            | ???                        | [ 56 ] [ 57 ] |
| Sibualbuali       | stratovulkán       | 1 819     | 1°33′22″ s. š., 99°15′18″ v. d.  | ???             | ???                        | [ 58 ] [ 59 ] |
| Sinabung          | stratovulkán       | 2 460     | 3°10′12″ s. š., 98°23′31″ v. d.  | 2021            | 4                          | [ 60 ] [ 61 ] |
| Sorikmarapi       | stratovulkán       | 2 145     | 0°41′10″ s. š., 99°32′20″ v. d.  | 1986            | 2                          | [ 62 ] [ 63 ] |
| Sumbing           | stratovulkán       | 2 507     | 2°24′50″ j. š., 101°43′41″ v. d. | 1921            | 2                          | [ 64 ] [ 65 ] |
| Suoh              | vulkanický komplex | 1 000     | 5°15′ j. š., 104°16′12″ v. d.    | 1933            | 4                          | [ 66 ] [ 67 ] |
| Talakmau          | vulkanický komplex | 2 919     | 0°4′45″ s. š., 99°59′ v. d.      | ???             | ???                        | [ 68 ] [ 69 ] |
| Talang (sopka)    | stratovulkán       | 2 597     | 0°58′42″ j. š., 100°40′46″ v. d. | 2007            | 2                          | [ 70 ] [ 71 ] |
| Tandikat          | stratovulkán       | 2 438     | 0°25′57″ j. š., 100°19′2″ v. d.  | 1924            | 1                          | [ 72 ] [ 73 ] |
| Toba              | kaldera            | 2 157     | 2°37′ s. š., 98°49′ v. d.        | pleistocén      | 8                          | [ 74 ] [ 75 ] |

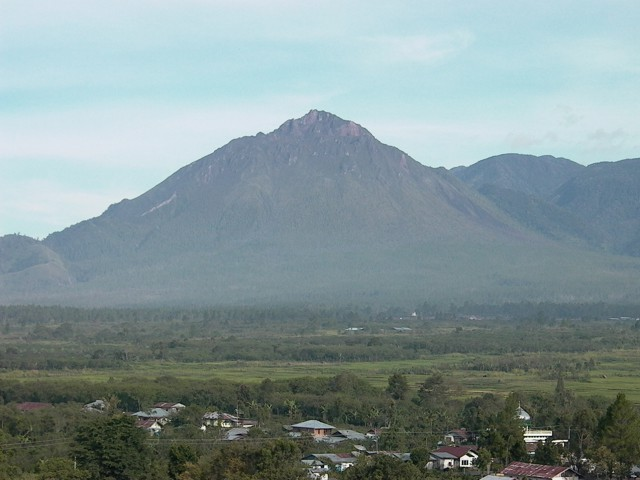
Pohled na Bur ni Telong ze severovýchodu (2004)
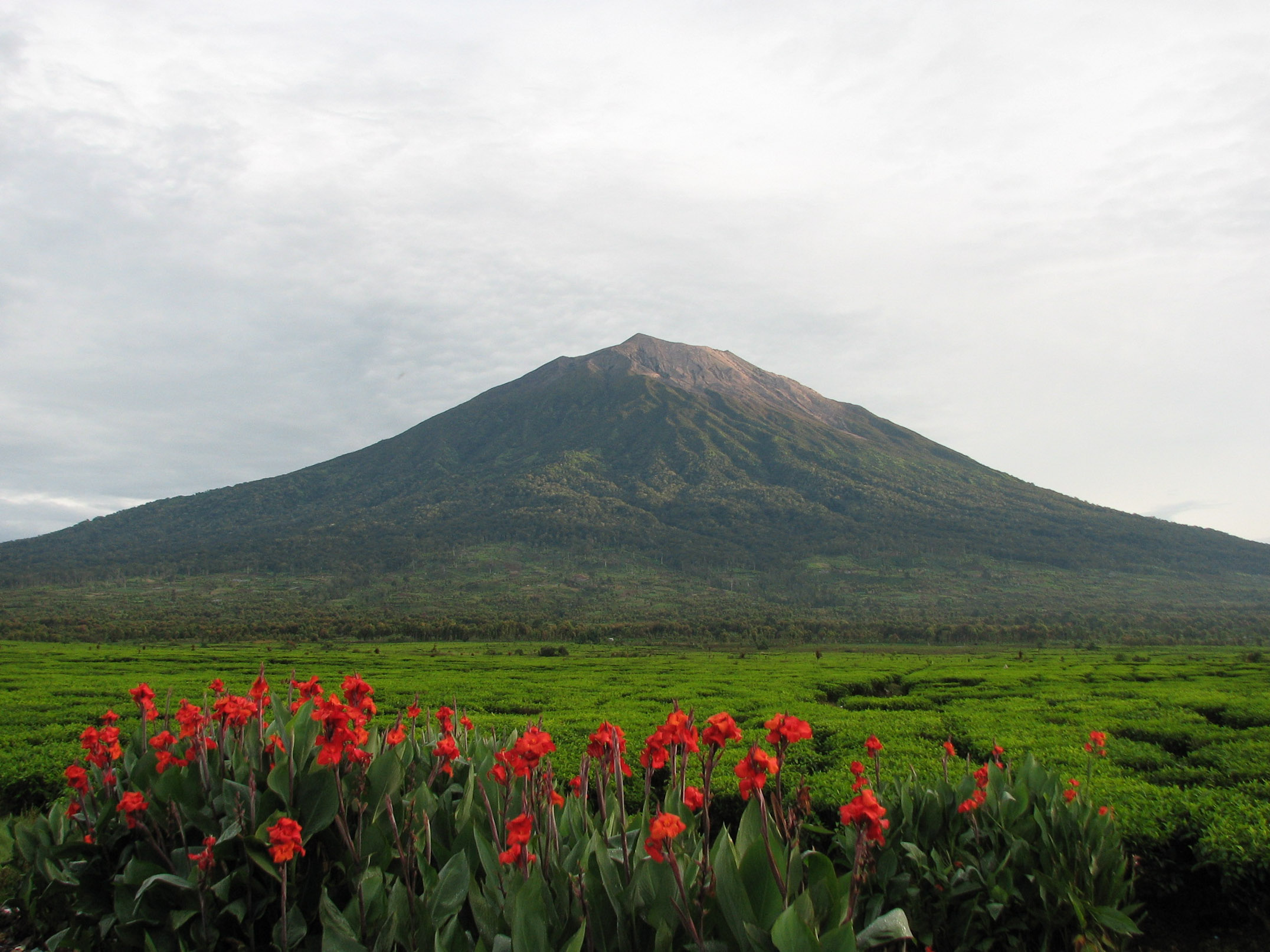
Kerinci (2012).
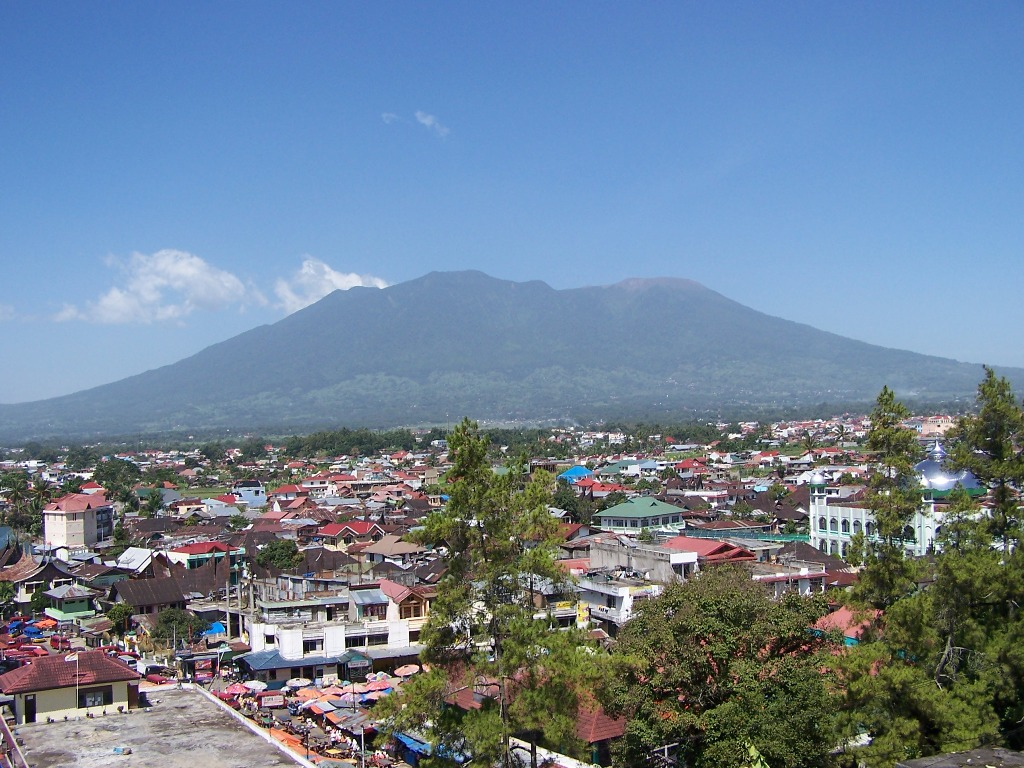
Marapi nad městem Bukittinggi (2006)
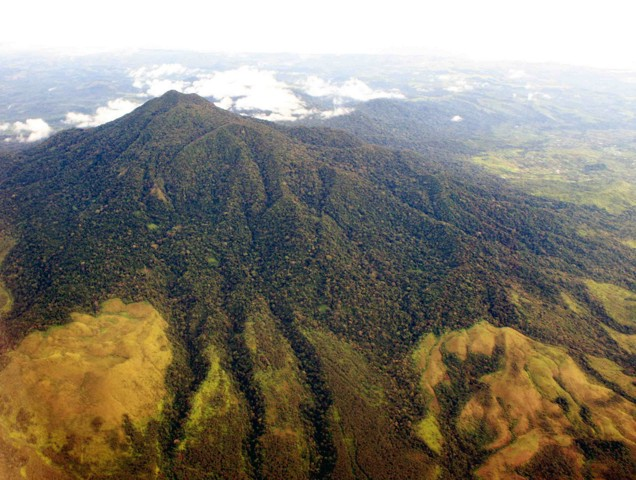
Seulawah Agam
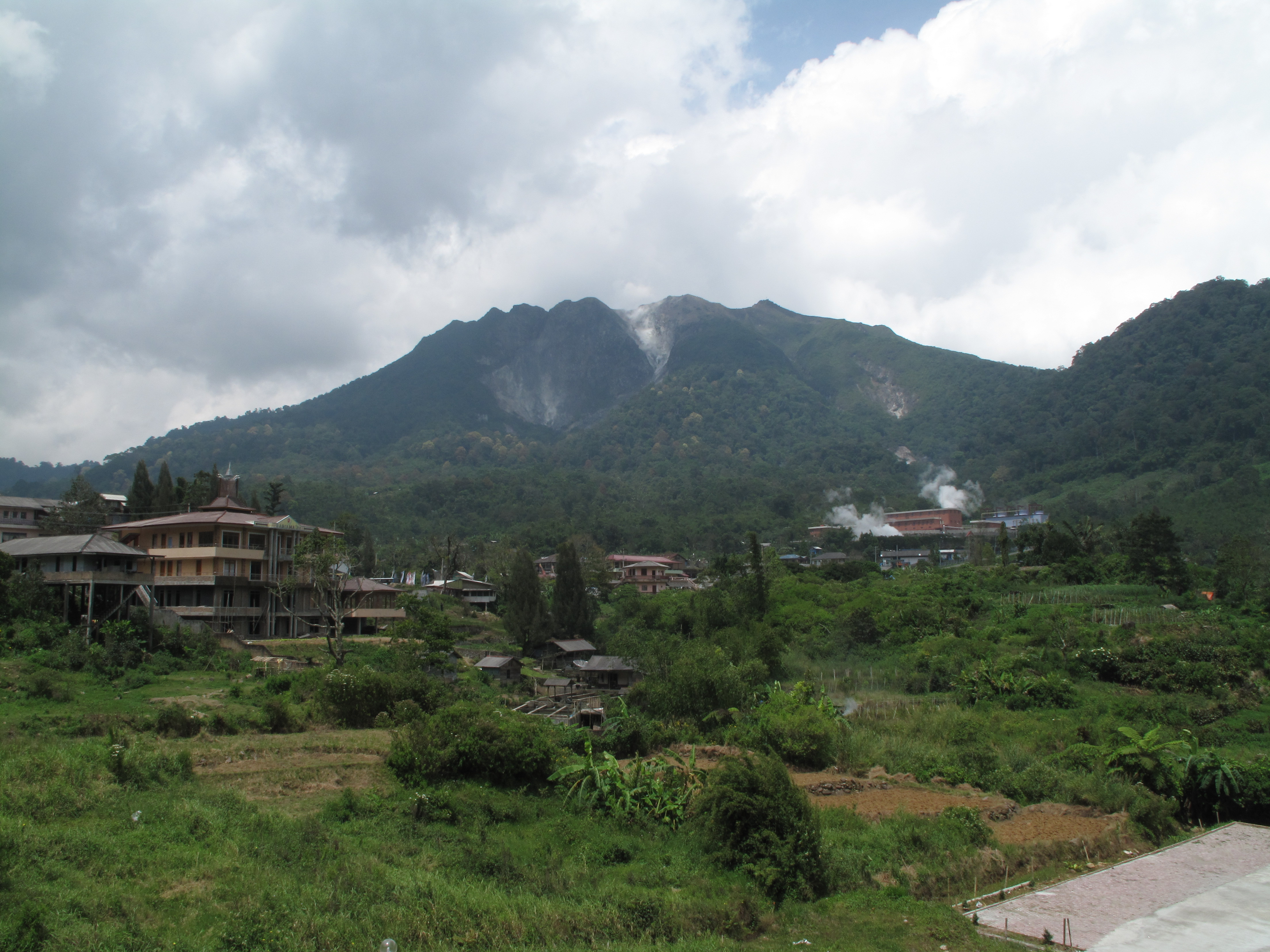
Sibayak z jihovýchodu (2009)
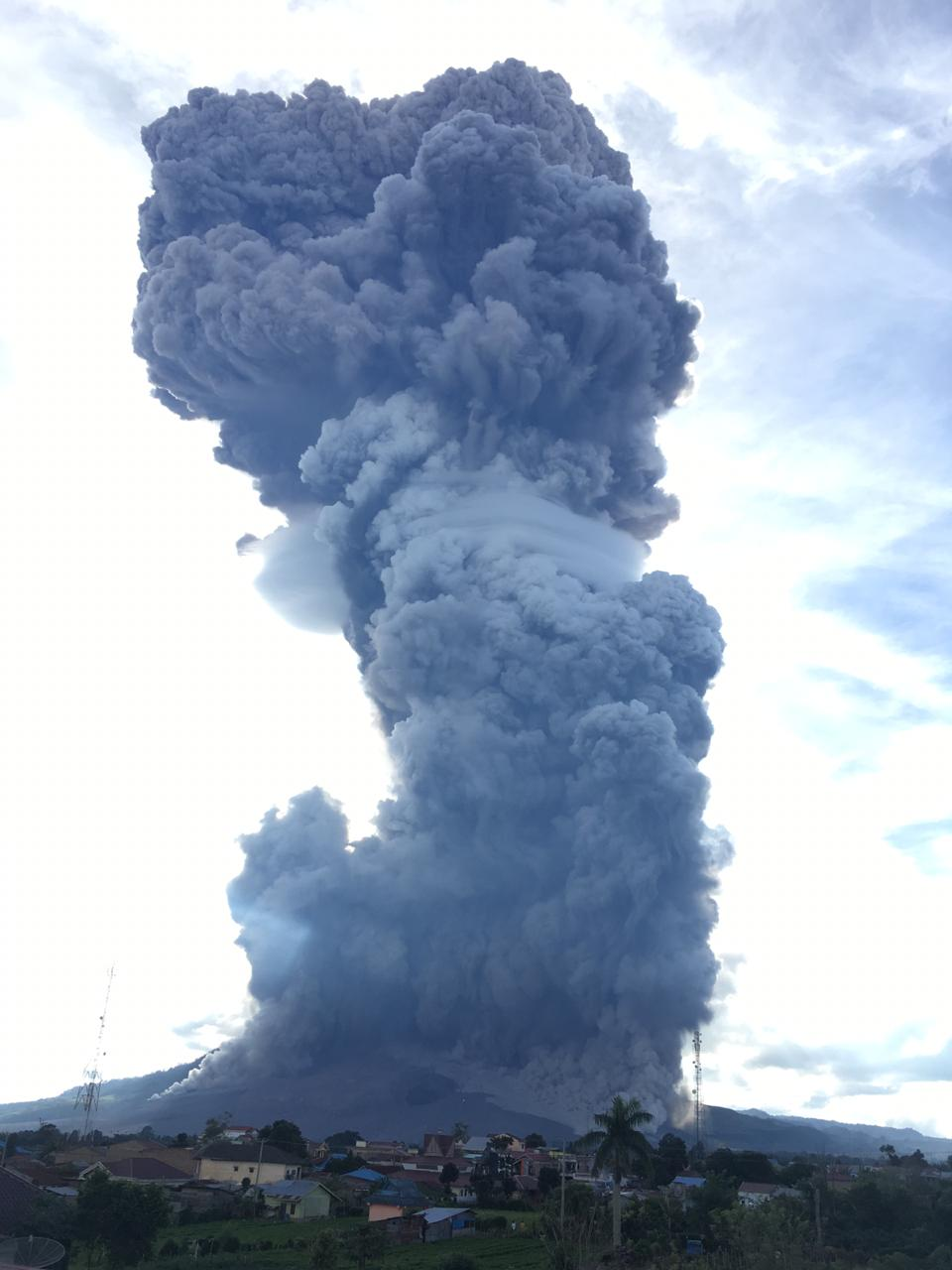
7 km vysoký sloupec popela při erupci Sinabung 9. června 2019
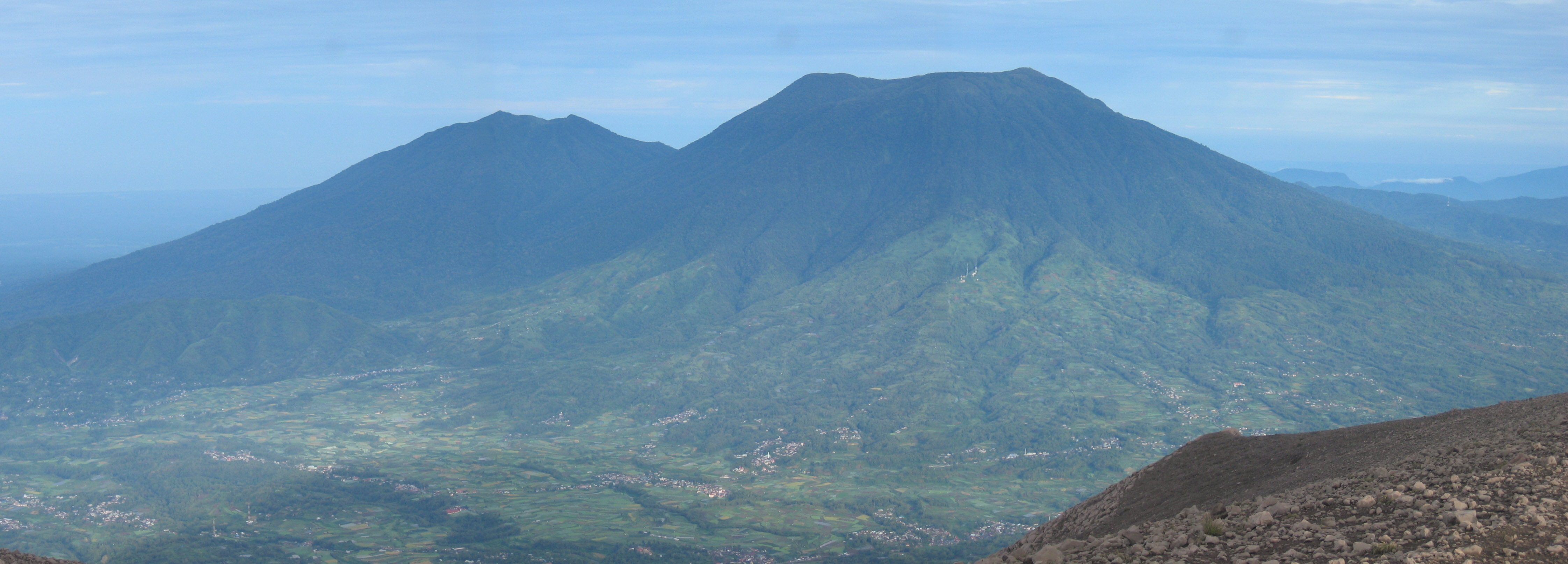
Tandikat vyfocený z vulkánu Marapi (2007)
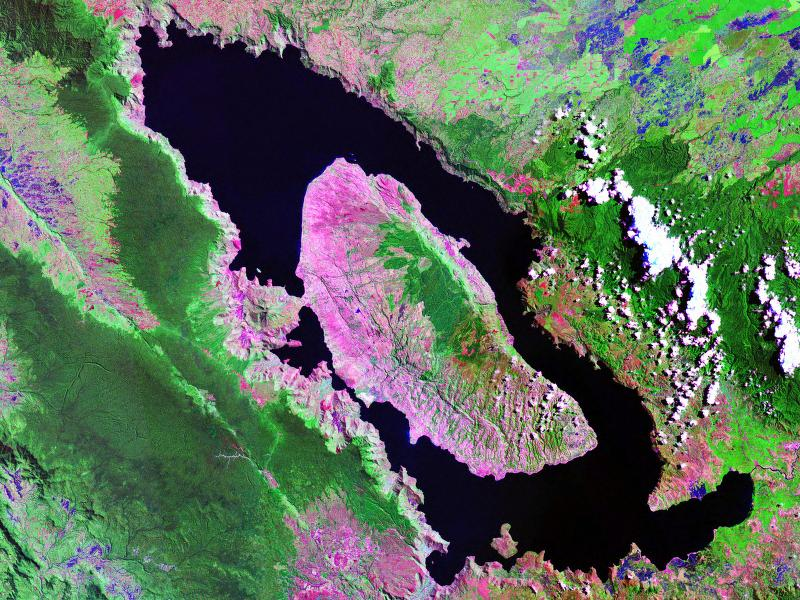
Satelitní snímek Toby (2005)

### Jáva

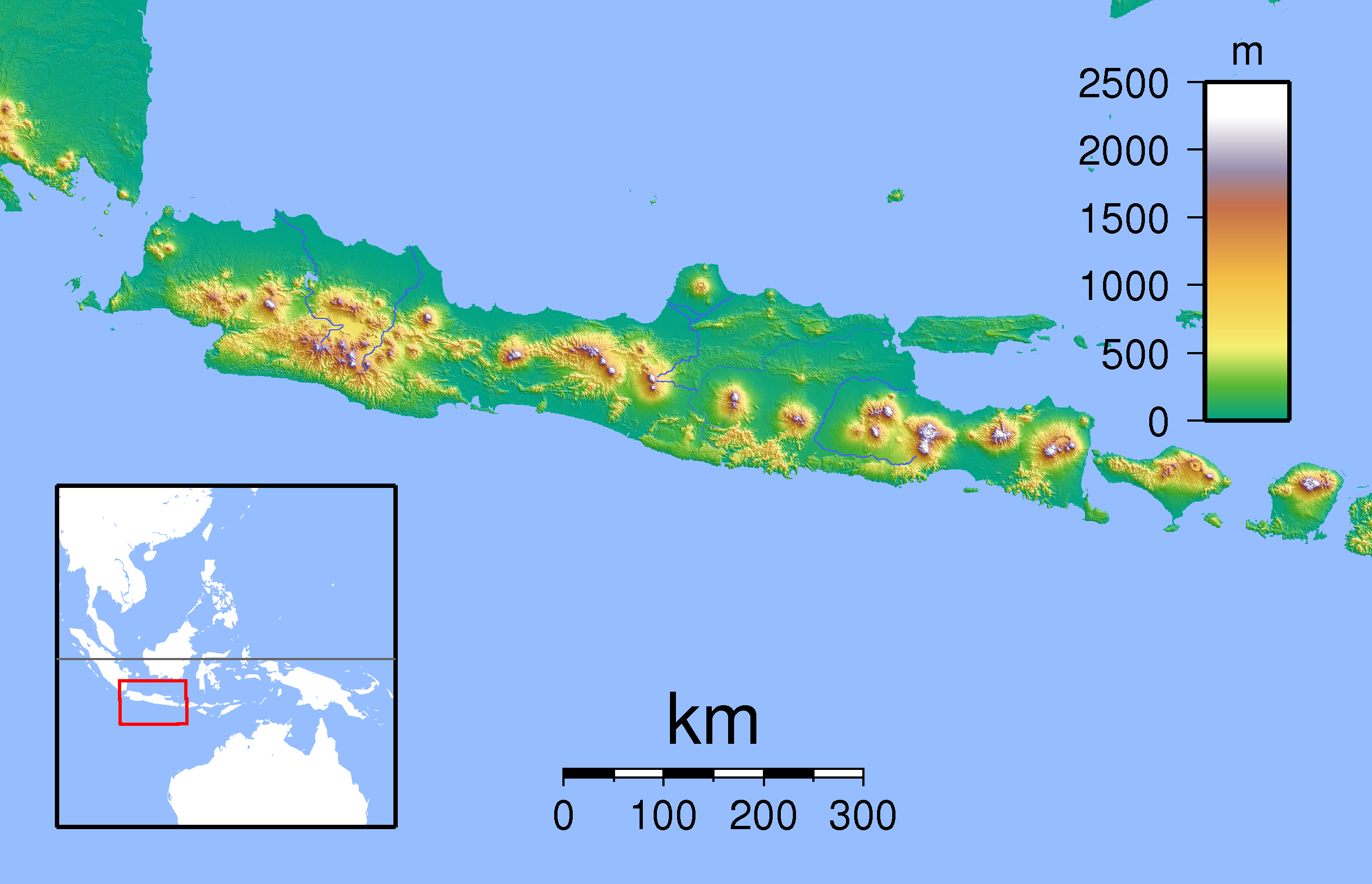
Mapa Jávy

Stejně jako sousední Sumatru, také Jávu ovlivňuje subdukce australské a sundské tektonické desky. Rozlohou je ve srovnání se Sumatrou 4x menší, zato její počet obyvatel je 3x vyšší (145 milionů) a navíc má i větší koncentraci aktivních sopek. Leží na ní 45 aktivních vulkánů (kromě 20 kráterů a kuželů ve vulkanických komplexech Dieng a Tengger). Mezi nejaktivnější bezesporu patří: Semeru, Bromo, Merapi a Kelut.
Sumatru a Jávu odděluje Sundský průliv. Uprostřed něho, jakožto malý vulkanický ostrov, se rozkládá sopka Krakatoa – jedna z nejčinnějších v Indonésii. V srpnu roku 1883 se proslavila velmi silnou erupcí (o síle VEI 6). Tsunami vysoké přes čtyřicet metrů, společně se žhavými pyroklastickými proudy, které překonaly 40 kilometrů vodní plochy a následně pronikly do vnitrozemí Sumatry, zabily více než 36 tisíc lidí. Třetí ze čtyř mohutných explozí vygenerovala nejhlasitější zaznamenaný zvuk na Zemi (slyšitelný ve vzdálenosti až 4 800 km). Roku 2018 došlo k další katastrofě, kdy se sesunul nově zformovaný sopečný kužel, čímž vznikla tsunami, jež na pobřeží průlivu usmrtila přes 400 osob.
| Název           | Forma              | Výška (m) | Souřadnice                       | Poslední erupce | Nejmohutnější erupce (VEI) | Reference       |
| --------------- | ------------------ | --------- | -------------------------------- | --------------- | -------------------------- | --------------- |
| Arjuno-Welirang | stratovulkán       | 3 339     | 7°45′ j. š., 112°35′ v. d.       | 1952            | 2                          | [ 78 ] [ 79 ]   |
| Baluran         | stratovulkán       | 1 247     | 7°51′ j. š., 114°22′ v. d.       | ???             | ???                        | [ 80 ] [ 81 ]   |
| Cereme          | stratovulkán       | 3 078     | 6°53′30″ j. š., 108°24′ v. d.    | 1951            | 3                          | [ 82 ] [ 83 ]   |
| Dieng           | vulkanický komplex | 2 565     | 7°12′ j. š., 109°55′ v. d.       | 2021            | 3                          | [ 84 ] [ 85 ]   |
| Galunggung      | stratovulkán       | 2 168     | 7°15′24″ j. š., 108°4′37″ v. d.  | 1984            | 5                          | [ 86 ] [ 87 ]   |
| Gede            | stratovulkán       | 2 958     | 6°46′48″ j. š., 106°58′48″ v. d. | 1957            | 3                          | [ 88 ] [ 89 ]   |
| Guntur          | vulkanický komplex | 2 249     | 7°8′35″ j. š., 107°50′24″ v. d.  | 1847            | 3                          | [ 90 ] [ 91 ]   |
| Ijen            | stratovulkán       | 2 769     | 8°3′29″ j. š., 114°14′31″ v. d.  | 1999            | 2                          | [ 92 ] [ 93 ]   |
| Iyang-Argapura  | vulkanický komplex | 3 088     | 7°58′ j. š., 113°34′ v. d.       | ???             | ???                        | [ 94 ] [ 95 ]   |
| Karang          | stratovulkán       | 1 778     | 6°16′9″ j. š., 106°3′ v. d.      | ???             | ???                        | [ 96 ] [ 97 ]   |
| Kawah-Kamojang  | geotermální pole   | 1 730     | 7°7′30″ j. š., 107°48′ v. d.     | pleistocén      | ???                        | [ 98 ]          |
| Kawah Karaha    | pole fumarol       | 1 155     | 7°7′ j. š., 108°5′ v. d.         | ???             | ???                        | [ 99 ]          |
| Kawi-Butak      | stratovulkán       | 2 868     | 7°55′ j. š., 112°27′ v. d.       | ???             | ???                        | [ 100 ] [ 101 ] |
| Kelut           | stratovulkán       | 1 731     | 7°55′52″ j. š., 112°18′29″ v. d. | 2014            | 5 (?)                      | [ 102 ] [ 103 ] |
| Kendang         | stratovulkán       | 2 608     | 7°14′ j. š., 107°43′ v. d.       | ???             | ???                        | [ 104 ] [ 105 ] |
| Krakatoa        | stratovulkán       | 113       | 6°6′27″ j. š., 105°25′3″ v. d.   | 2023            | 6                          | [ 106 ] [ 107 ] |
| Lamongan        | stratovulkán       | 1 651     | 7°58′44″ j. š., 113°20′31″ v. d. | 1898            | 3 (?)                      | [ 108 ] [ 109 ] |
| Lawu            | stratovulkán       | 3 265     | 7°37′30″ j. š., 111°11′30″ v. d. | 1885            | 1                          | [ 110 ] [ 111 ] |
| Lurus           | vulkanický komplex | 539       | 7°43′48″ j. š., 113°34′48″ v. d. | ???             | ???                        | [ 112 ] [ 113 ] |
| Malang          | maar               | 680       | 8°1′12″ j. š., 112°40′48″ v. d.  | ???             | ???                        | [ 114 ] [ 115 ] |
| Malabar         | stratovulkán       | 2 343     | 7°7′48″ j. š., 107°39′ v. d.     | ???             | ???                        | [ 116 ] [ 117 ] |
| Merbabu         | stratovulkán       | 3 145     | 7°27′18″ j. š., 110°26′24″ v. d. | 1797            | 2                          | [ 118 ] [ 119 ] |
| Merapi          | stratovulkán       | 2 968     | 7°32′27″ j. š., 110°26′46″ v. d. | 2023            | 4                          | [ 120 ] [ 121 ] |
| Muria           | stratovulkán       | 1 625     | 6°37′ j. š., 110°53′ v. d.       | 160 př. n. l.   | ???                        | [ 122 ] [ 123 ] |
| Papandayan      | vulkanický komplex | 2 666     | 7°19′12″ j. š., 107°43′48″ v. d. | 2002            | 3                          | [ 124 ] [ 125 ] |
| Patuha          | stratovulkán       | 2 434     | 7°9′37″ j. š., 107°24′ v. d.     | ???             | ???                        | [ 126 ] [ 127 ] |
| Penanggungan    | stratovulkán       | 1 653     | 7°37′12″ j. š., 112°37′48″ v. d. | ???             | ???                        | [ 128 ] [ 129 ] |
| Perbakti-Gagak  | stratovulkán       | 1 699     | 6°45′ j. š., 106°42′ v. d.       | 1939            | 1                          | [ 130 ] [ 131 ] |
| Pulosari        | stratovulkán       | 1 346     | 6°20′31″ j. š., 105°58′30″ v. d. | ???             | ???                        | [ 132 ] [ 133 ] |
| Raung           | stratovulkán       | 3 332     | 8°7′30″ j. š., 114°2′30″ v. d.   | 2021            | 5 (?)                      | [ 134 ] [ 135 ] |
| Salak           | stratovulkán       | 2 211     | 6°43′12″ j. š., 106°43′48″ v. d. | 1938            | 2                          | [ 136 ] [ 137 ] |
| Semeru          | stratovulkán       | 3 676     | 8°6′29″ j. š., 112°55′12″ v. d.  | 2023            | 4                          | [ 138 ] [ 139 ] |
| Slamet          | stratovulkán       | 3 428     | 7°14′21″ j. š., 109°13′12″ v. d. | 2014            | 2                          | [ 140 ] [ 141 ] |
| Sumbing         | stratovulkán       | 3 371     | 7°23′6″ j. š., 110°4′21″ v. d.   | 1730            | 1                          | [ 142 ] [ 143 ] |
| Sundoro         | stratovulkán       | 3 136     | 7°18′3″ j. š., 109°59′46″ v. d.  | 1971            | 2                          | [ 144 ] [ 145 ] |
| Talagabodas     | stratovulkán       | 2 201     | 7°12′29″ j. š., 108°4′12″ v. d.  | pleistocén      | ???                        | [ 146 ] [ 147 ] |
| Tampomas        | stratovulkán       | 1 684     | 6°46′12″ j. š., 107°57′ v. d.    | ???             | ???                        | [ 148 ] [ 149 ] |
| Tangkubanparahu | stratovulkán       | 2 084     | 6°46′12″ j. š., 107°36′ v. d.    | 2019            | 2                          | [ 150 ] [ 151 ] |
| Telomoyo        | stratovulkán       | 1 894     | 7°22′12″ j. š., 110°24′ v. d.    | ???             | ???                        | [ 152 ] [ 153 ] |
| Tengger         | kaldera            | 2 770     | 7°56′30″ j. š., 112°57′ v. d.    | 2021            | 4                          | [ 154 ] [ 155 ] |
| Ungaran         | stratovulkán       | 2 050     | 7°10′48″ j. š., 110°19′48″ v. d. | ???             | ???                        | [ 156 ] [ 157 ] |
| Wayang-Windu    | lávový dóm         | 2 182     | 7°12′29″ j. š., 107°37′48″ v. d. | ???             | ???                        | [ 158 ] [ 159 ] |
| Wilis           | stratovulkán       | 2 563     | 7°48′29″ j. š., 111°45′29″ v. d. | ???             | ???                        | [ 160 ] [ 161 ] |

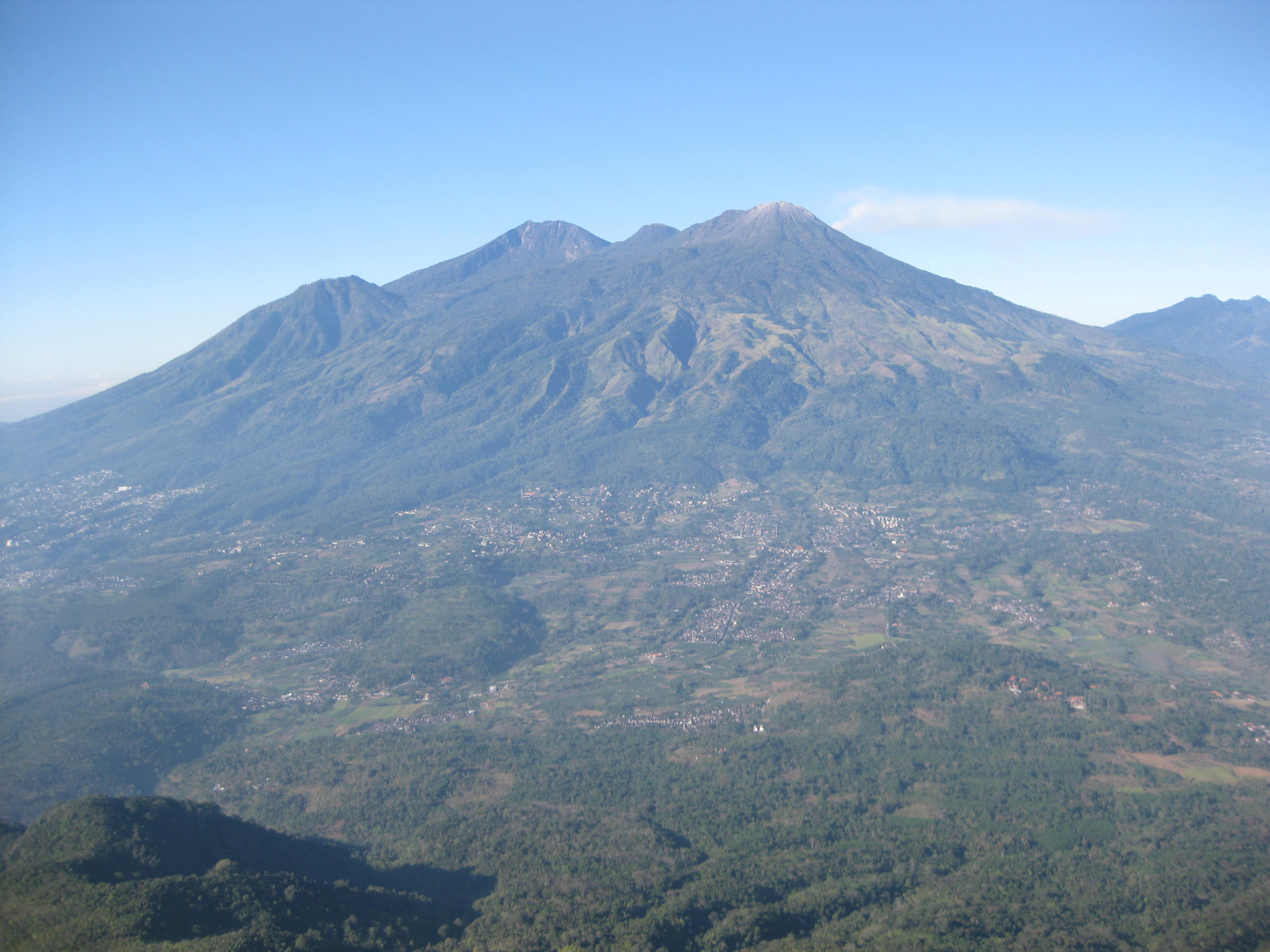
Arjuno-Welirang ze sopky Penanggungan (2015)
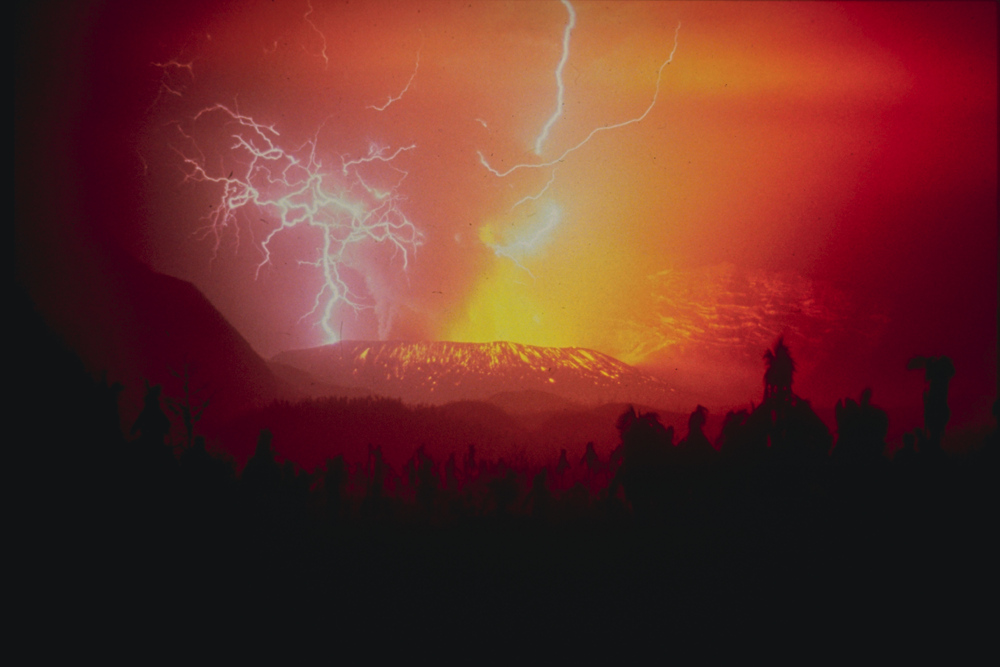
Erupce Galunggung 3. prosince 1982
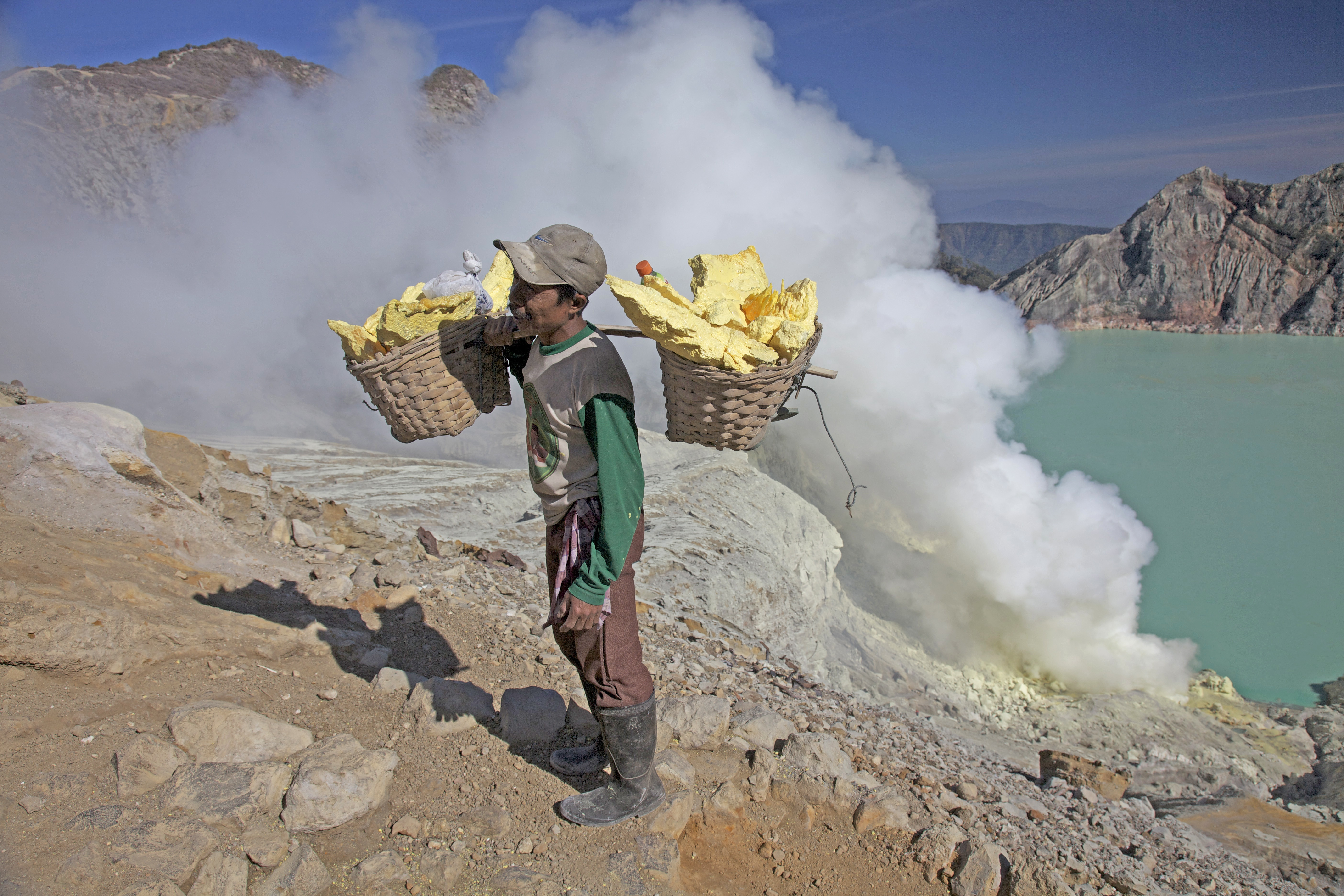
V kráteru Ijen se ručně těží čistá síra (2009)
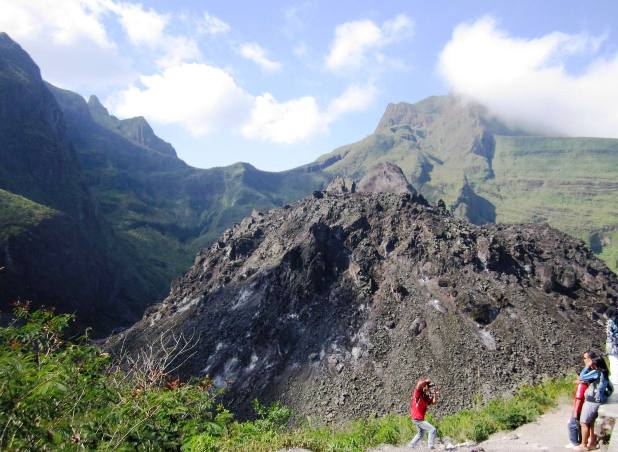
Lávový dóm na dně kráteru Kelut (2012)
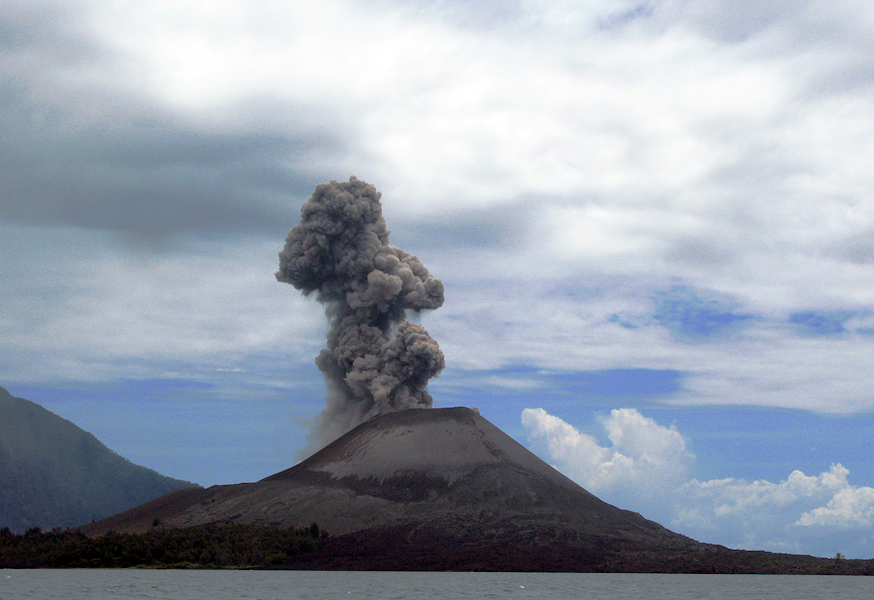
Vulkánská erupce Krakatoy (2008)
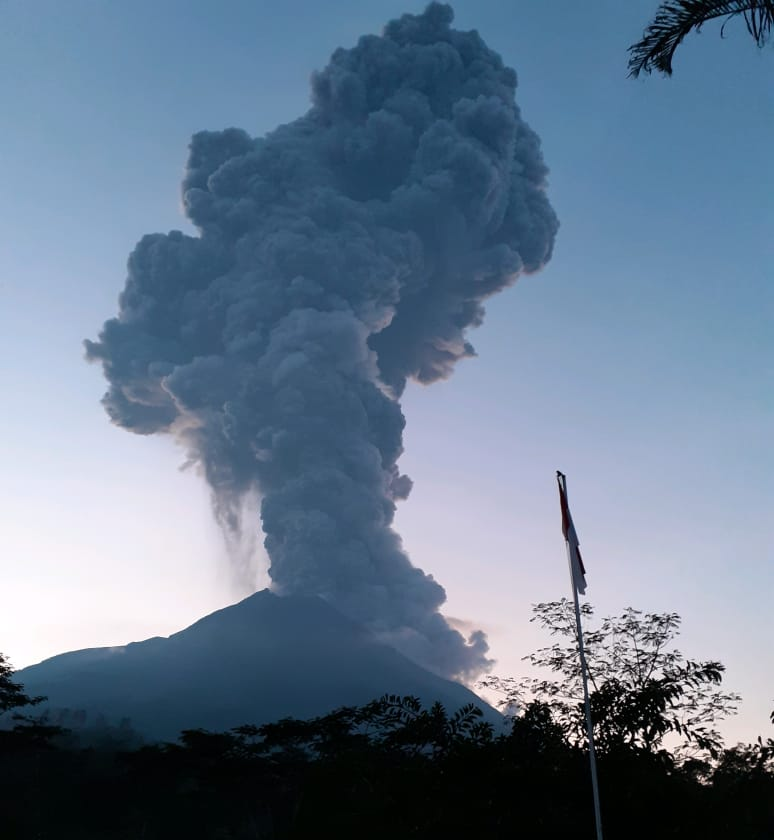
Erupce Merapi (2020)
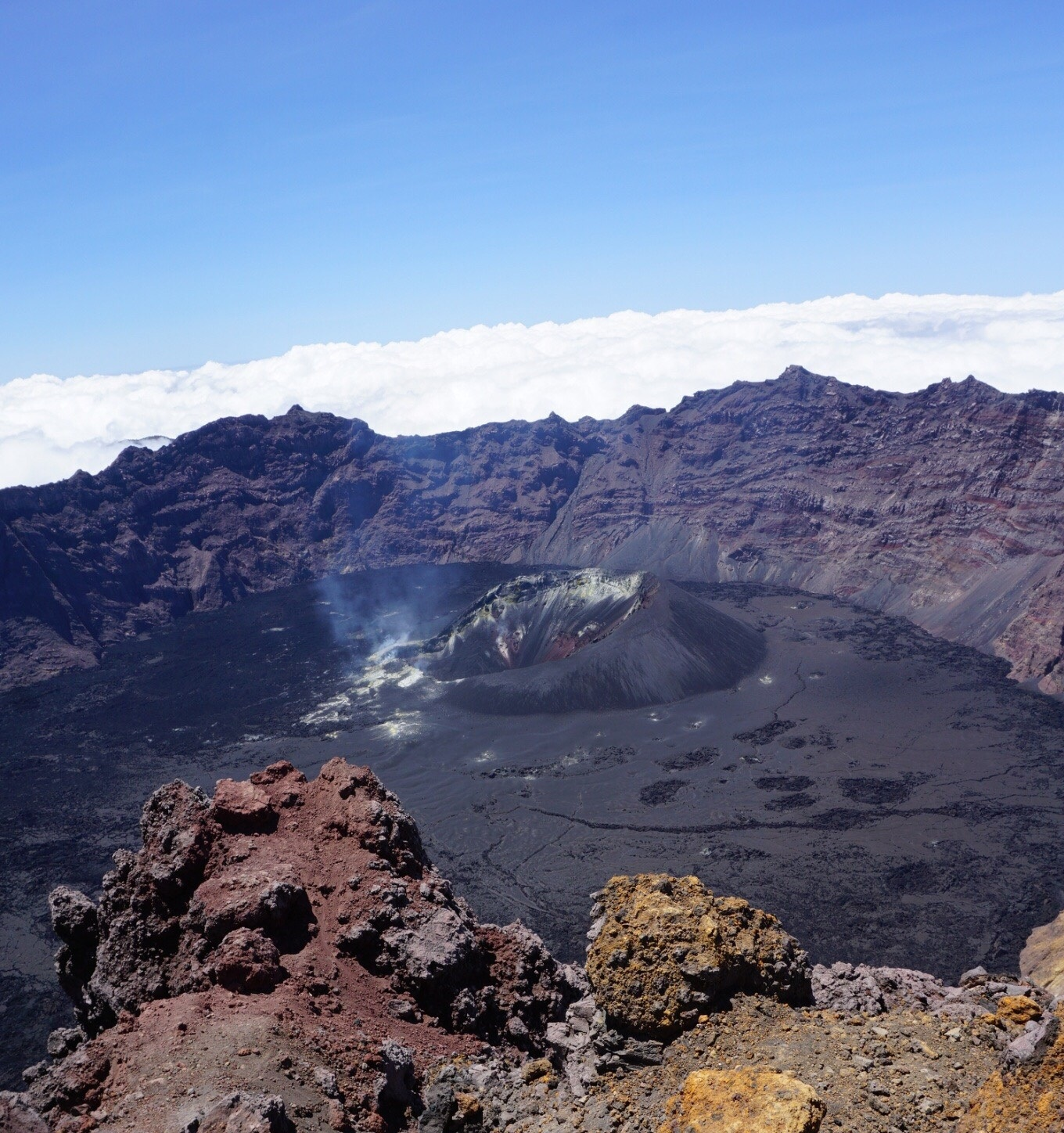
Kráter Raung (2017)
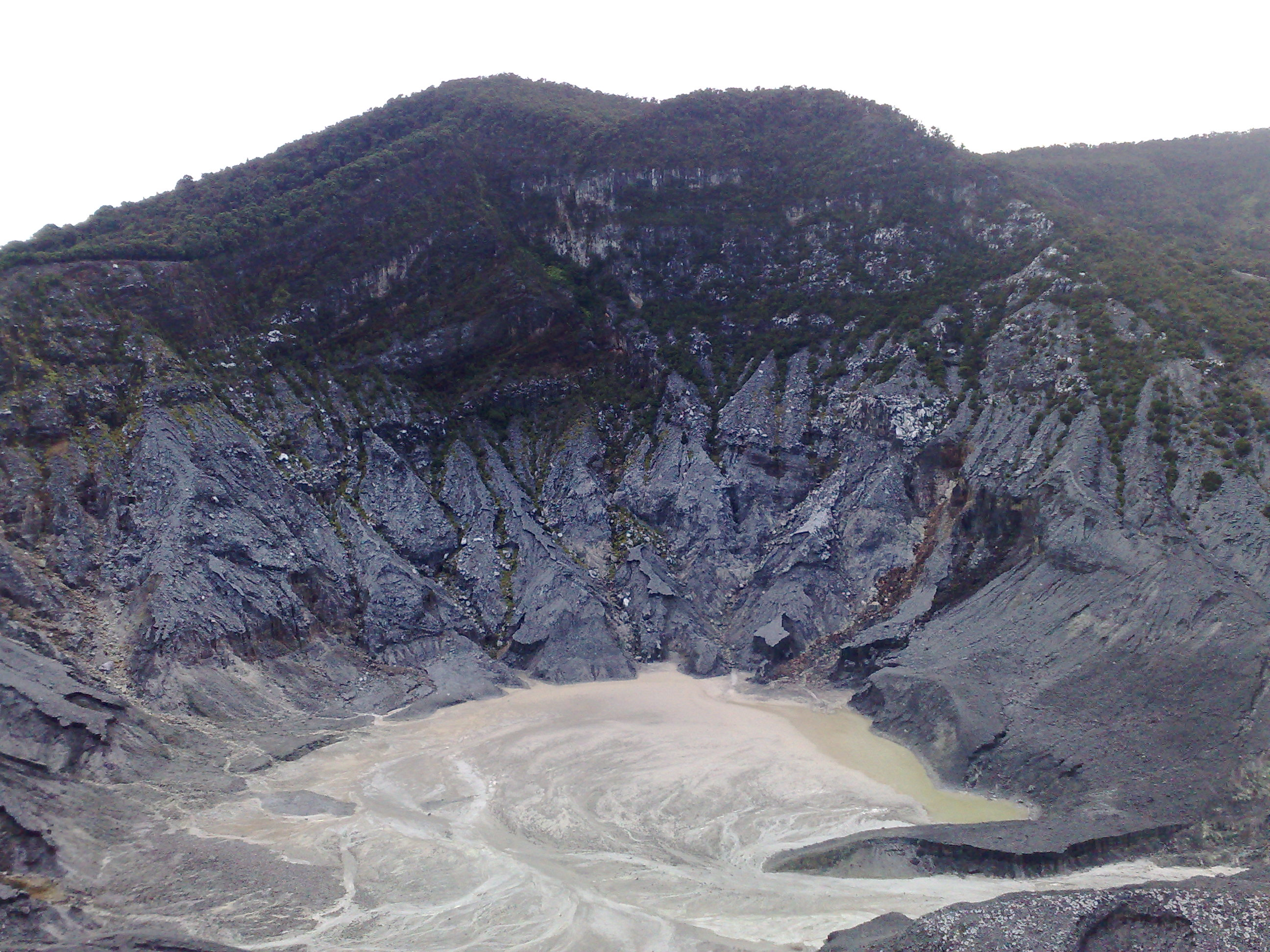
Kráter Tangkubanparahu (2008)

### Malé Sundy
Malé Sundy je souostroví, nacházející se východně od Jávy. Táhne se od západu k východu a skládá se z ostrovů: Bali, Lombok, Sumbawa, Flores, Sumba a Timor. Všechny jsou umístěny na okraji australského kontinentálního šelfu, přičemž jeho interakce s oceánskou kůrou je příčinou vulkanické činnosti.
Na území Malých Sund proběhly poslední dvě erupce o síle VEI 7. Výbuch Rinjani roku 1257 vyvrhnul 100 km³ sopečného materiálu a ochladil globální klima do takové míry, že následující rok 1258 je označován jako rok bez léta. Stejně je nazýván i rok 1816. V dubnu 1815 totiž došlo k erupci sopky Tambora (vzdálené od Rinjani přibližně 175 km), která uvolnila zhruba 150 km³ popela a pemzy. Celkem zemřelo více než 90 tisíc lidí (z toho 10 tisíc v důsledku samotné erupce a 80 tisíc kvůli následnému hladomoru).
| Název        | Forma              | Výška (m) | Souřadnice                       | Poslední erupce | Nejmohutnější erupce (VEI) | Reference       |
| ------------ | ------------------ | --------- | -------------------------------- | --------------- | -------------------------- | --------------- |
| Agung        | stratovulkán       | 3 031     | 8°20′31″ j. š., 115°30′29″ v. d. | 2019            | 5                          | [ 164 ] [ 165 ] |
| Batu Tara    | stratovulkán       | 748       | 7°47′30″ j. š., 123°34′45″ v. d. | 2015            | 2                          | [ 166 ] [ 167 ] |
| Batur        | vulkanický komplex | 1 717     | 8°14′20″ j. š., 115°22′30″ v. d. | 2000            | 2                          | [ 168 ] [ 169 ] |
| Bratan       | vulkanický komplex | 2 276     | 8°17′ j. š., 115°8′0″ v. d.      | ???             | ???                        | [ 170 ] [ 171 ] |
| Ebulobo      | stratovulkán       | 2 124     | 8°49′12″ j. š., 121°10′48″ v. d. | 1969            | 2                          | [ 172 ] [ 173 ] |
| Egon         | stratovulkán       | 1 703     | 8°40′ j. š., 122°27′ v. d.       | 2008            | 2                          | [ 174 ] [ 175 ] |
| Iliboleng    | stratovulkán       | 1 659     | 8°20′38″ j. š., 123°15′7″ v. d.  | 1993            | 2                          | [ 176 ] [ 177 ] |
| Ilikedeka    | stratovulkán       | 871       | 8°18′ j. š., 122°54′ v. d.       | ???             | ???                        | [ 178 ]         |
| Ililabalekan | stratovulkán       | 1 018     | 8°33′ j. š., 123°23′ v. d.       | ???             | ???                        | [ 179 ] [ 180 ] |
| Ilimuda      | stratovulkán       | 1 100     | 8°28′48″ j. š., 122°41′6″ v. d.  | ???             | ???                        | [ 181 ] [ 182 ] |
| Iliwerung    | vulkanický komplex | 1 018     | 8°31′48″ j. š., 123°34′12″ v. d. | 2021            | 3                          | [ 183 ] [ 184 ] |
| Inielika     | vulkanický komplex | 1 559     | 8°44′ j. š., 120°59′ v. d.       | 2001            | 2                          | [ 185 ] [ 186 ] |
| Inierie      | stratovulkán       | 2 245     | 8°52′30″ j. š., 120°57′ v. d.    | 8 050 př. n. l. | ???                        | [ 187 ] [ 188 ] |
| Iya          | stratovulkán       | 637       | 8°53′49″ j. š., 121°38′42″ v. d. | 1969            | 3                          | [ 189 ] [ 190 ] |
| Kelimutu     | vulkanický komplex | 1 639     | 8°46′12″ j. š., 121°49′12″ v. d. | 1968            | 2                          | [ 191 ] [ 192 ] |
| Leroboleng   | vulkanický komplex | 1 117     | 8°21′29″ j. š., 122°50′31″ v. d. | 2003            | 3                          | [ 193 ] [ 194 ] |
| Lewotobi     | vulkanický komplex | 1 703     | 8°32′ j. š., 122°46′ v. d.       | 2003            | 3                          | [ 195 ] [ 196 ] |
| Lewotolo     | stratovulkán       | 1 423     | 8°16′19″ j. š., 123°30′18″ v. d. | 2023            | 3                          | [ 197 ] [ 198 ] |
| Ndete Napu   | pole fumarol       | 750       | 8°43′12″ j. š., 121°46′48″ v. d. | ???             | ???                        | [ 199 ]         |
| Paluweh      | stratovulkán       | 875       | 8°19′45″ j. š., 121°42′37″ v. d. | 2013            | 3                          | [ 200 ] [ 201 ] |
| Poco Leok    | stratovulkán       | 1 675     | 8°40′48″ j. š., 120°28′48″ v. d. | ???             | ???                        | [ 202 ] [ 203 ] |
| Ranakah      | lávový dóm         | 2 350     | 8°38′ j. š., 120°31′ v. d.       | 1991            | 3                          | [ 204 ] [ 205 ] |
| Rinjani      | stratovulkán       | 3 726     | 8°24′52″ j. š., 116°27′35″ v. d. | 2016            | 7                          | [ 206 ] [ 207 ] |
| Sirung       | vulkanický komplex | 862       | 8°31′ j. š., 124°8′ v. d.        | 2021            | 2                          | [ 208 ] [ 209 ] |
| Sangeang Api | vulkanický komplex | 1 949     | 8°11′48″ j. š., 119°4′12″ v. d.  | 2022            | 4                          | [ 210 ] [ 211 ] |
| Sukaria      | kaldera            | 1 500     | 8°47′31″ j. š., 121°46′12″ v. d. | ???             | ???                        | [ 212 ]         |
| Tambora      | stratovulkán       | 2 722     | 8°14′48″ j. š., 117°57′30″ v. d. | 1967            | 7                          | [ 213 ] [ 214 ] |
| Wai Sano     | kaldera            | 903       | 8°43′ j. š., 120°1′ v. d.        | ???             | ???                        | [ 215 ] [ 216 ] |
| Yersey       | podmořská sopka    | -3 800    | 7°31′48″ j. š., 123°57′ v. d.    | ???             | ???                        |                 |

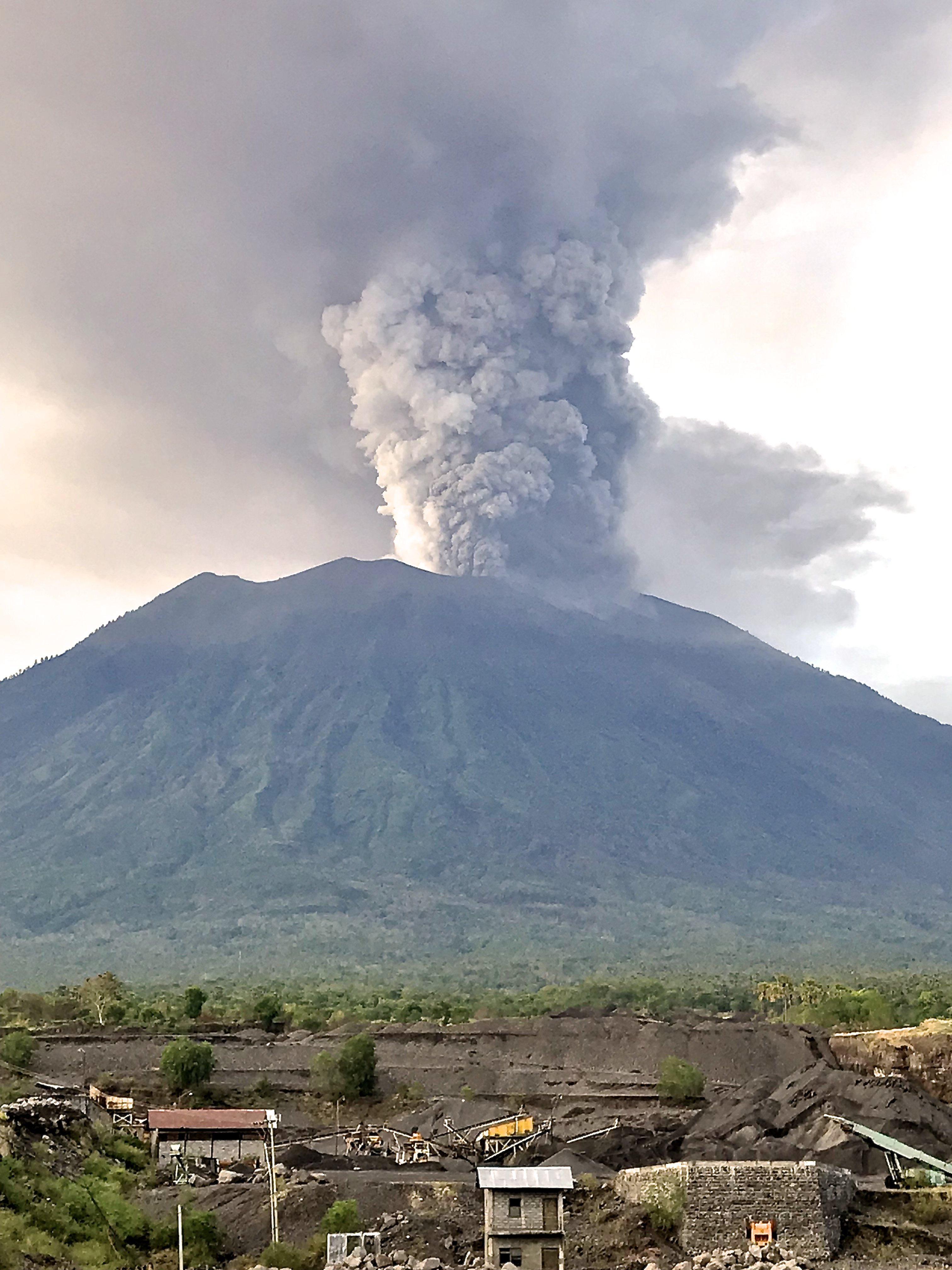
Erupce Agung 27. listopadu 2017
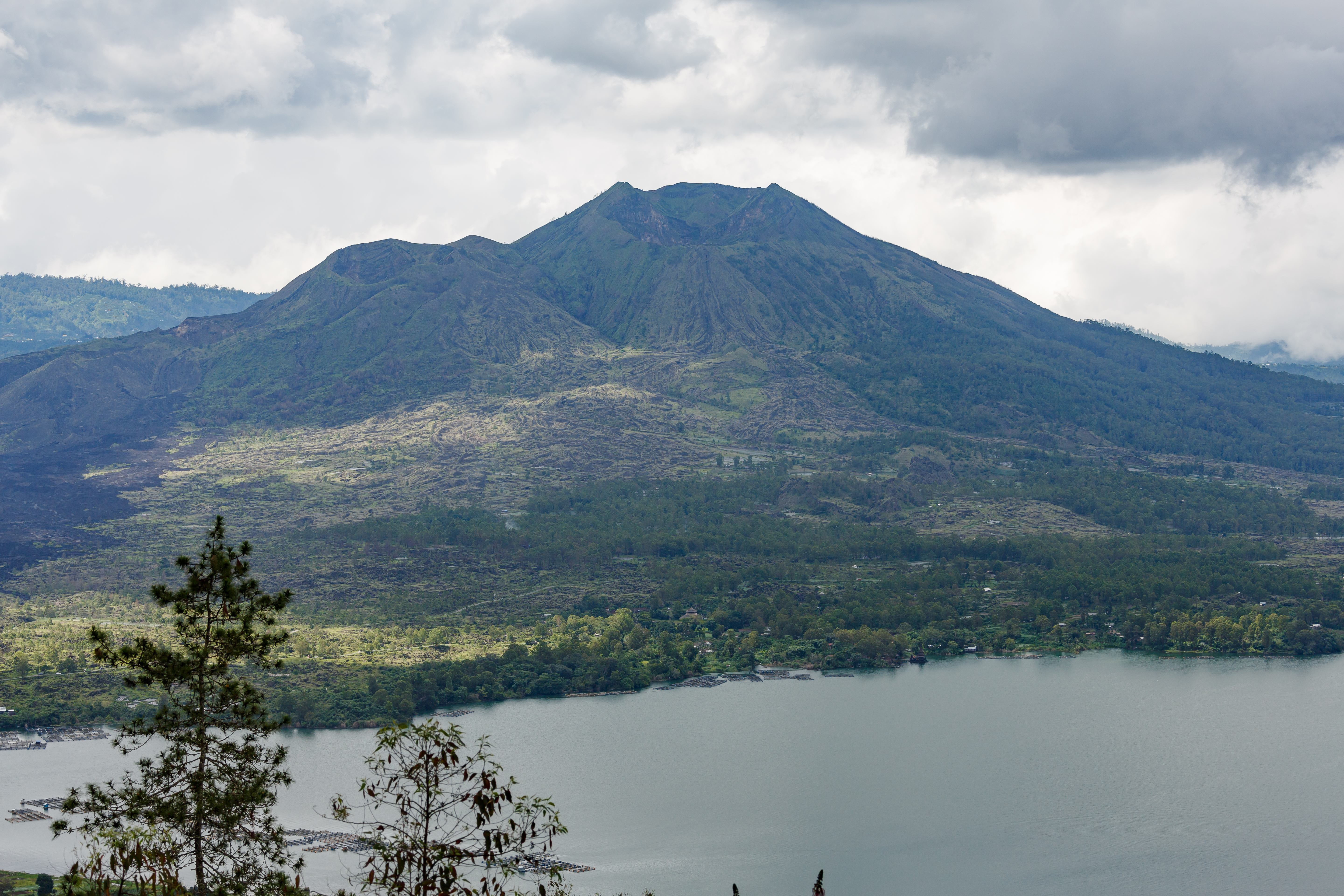
Vulkán Batur se stejnojmenným jezerem v popředí (2015)
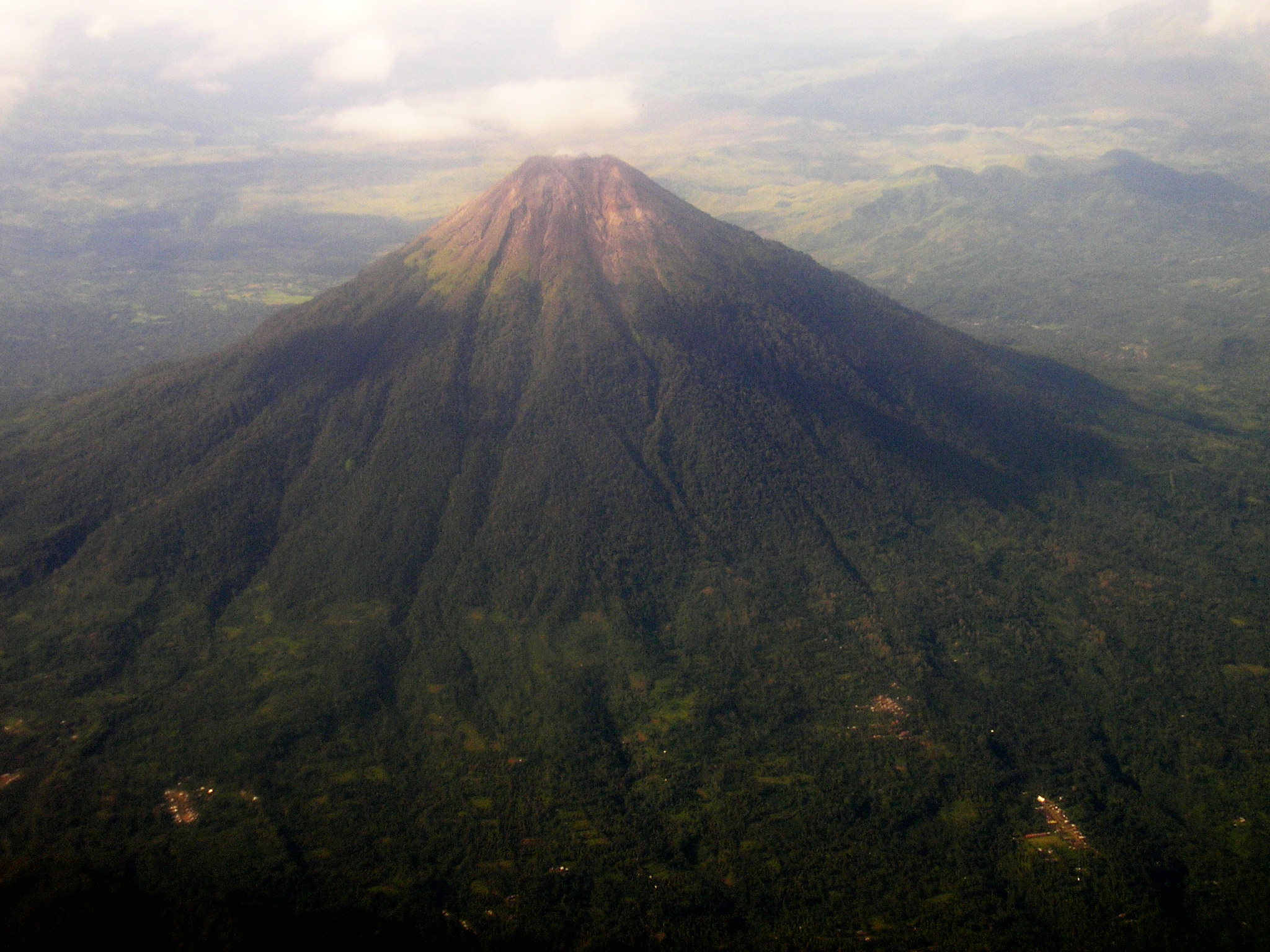
Ebulobo (2008)
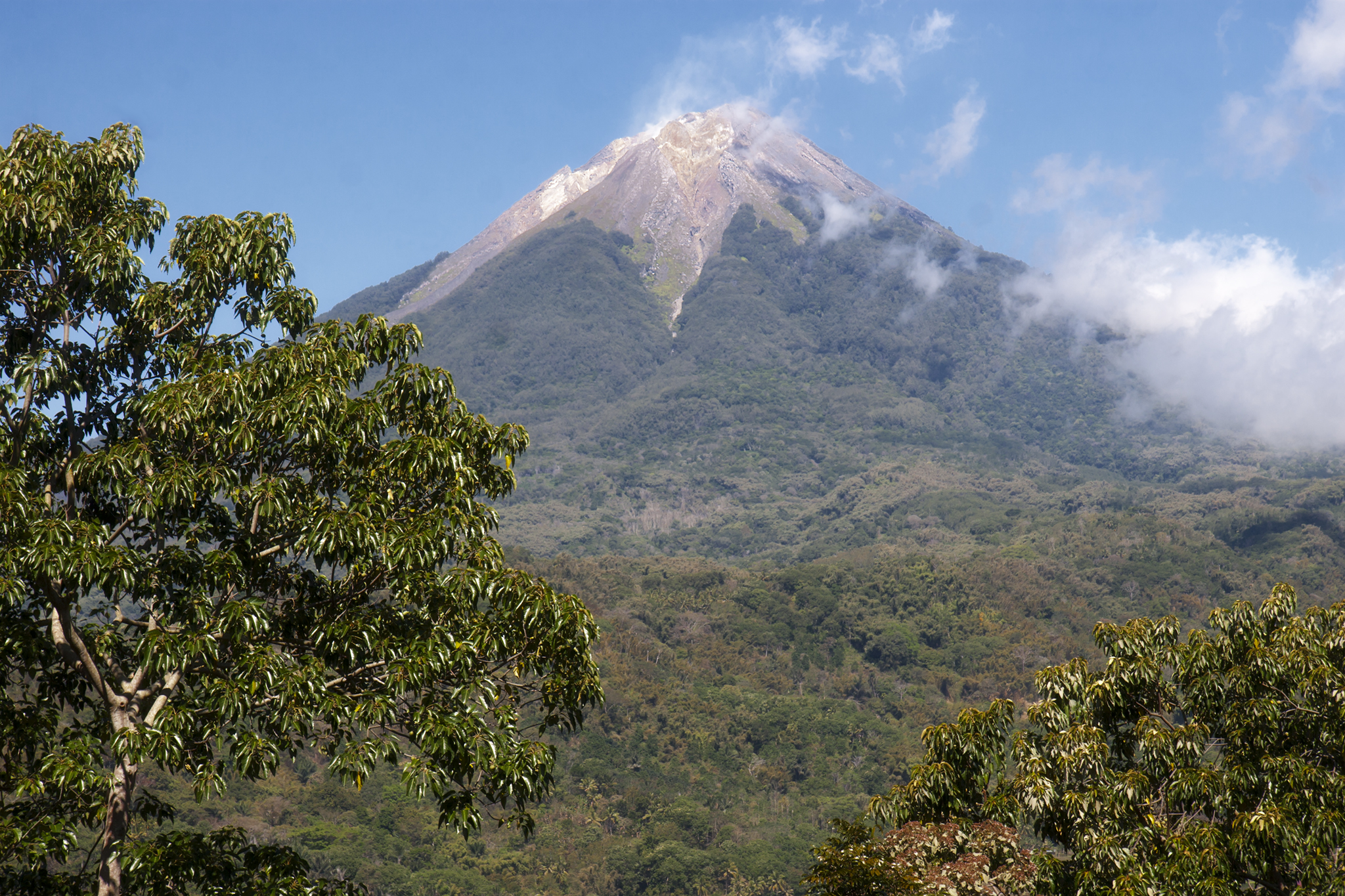
Egon (2013)
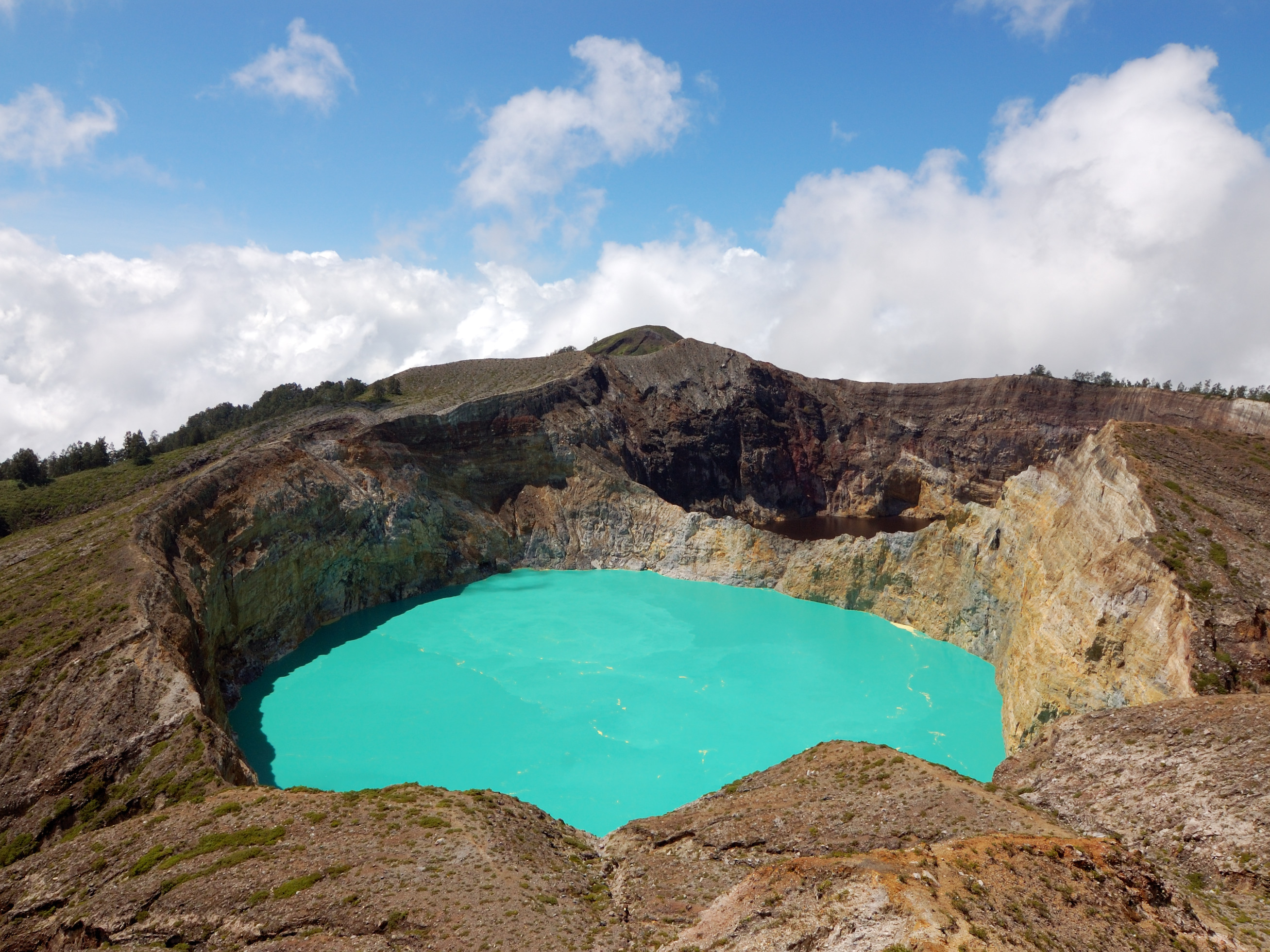
Tiwu Ko'o Fai Nuwa Mur – jedno ze tří kráterových jezer na Kelimutu (2016)
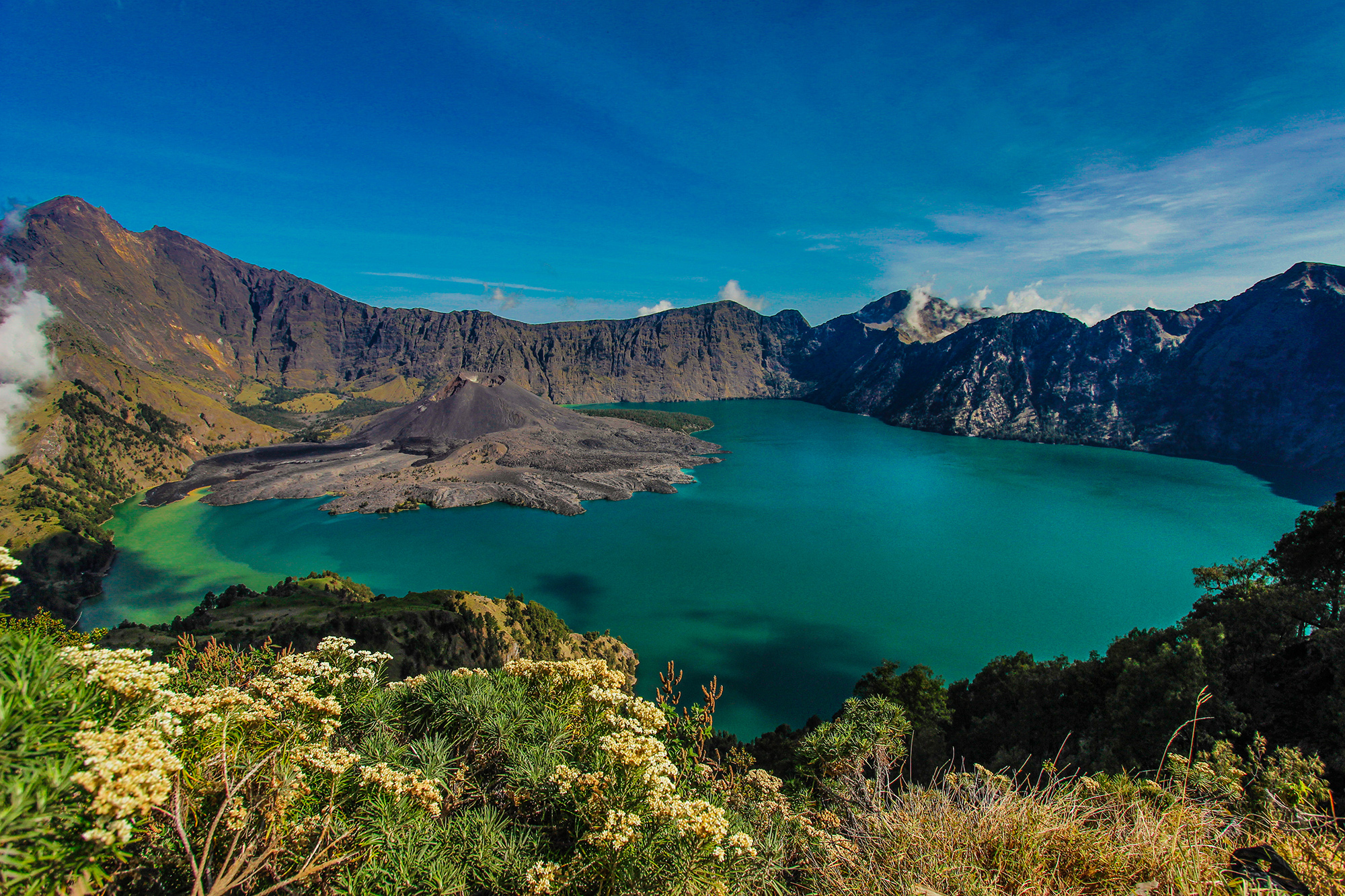
Jezero Segara Anak v kaldeře Rinjani (2017)
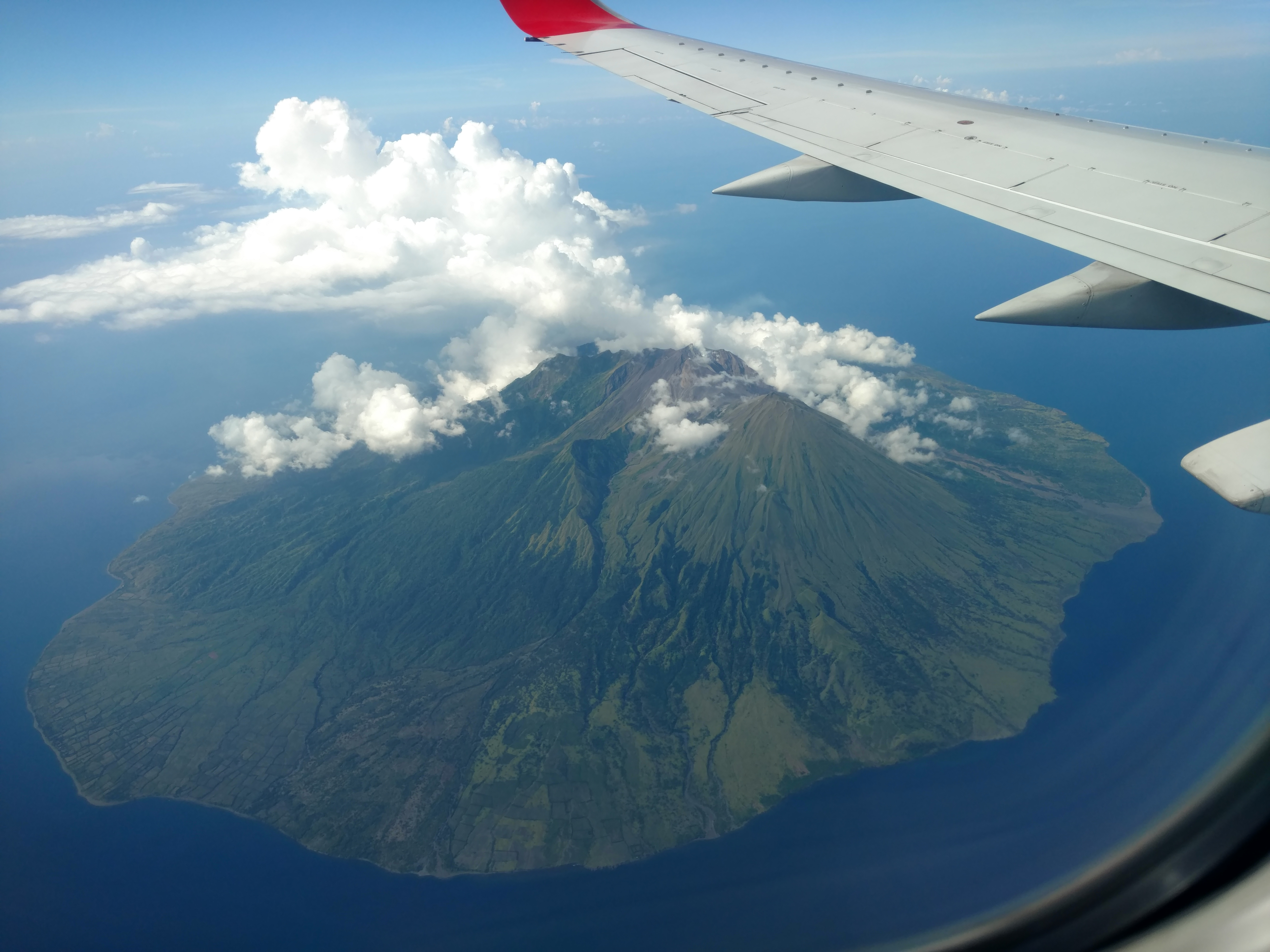
Sangeang Api (2017)
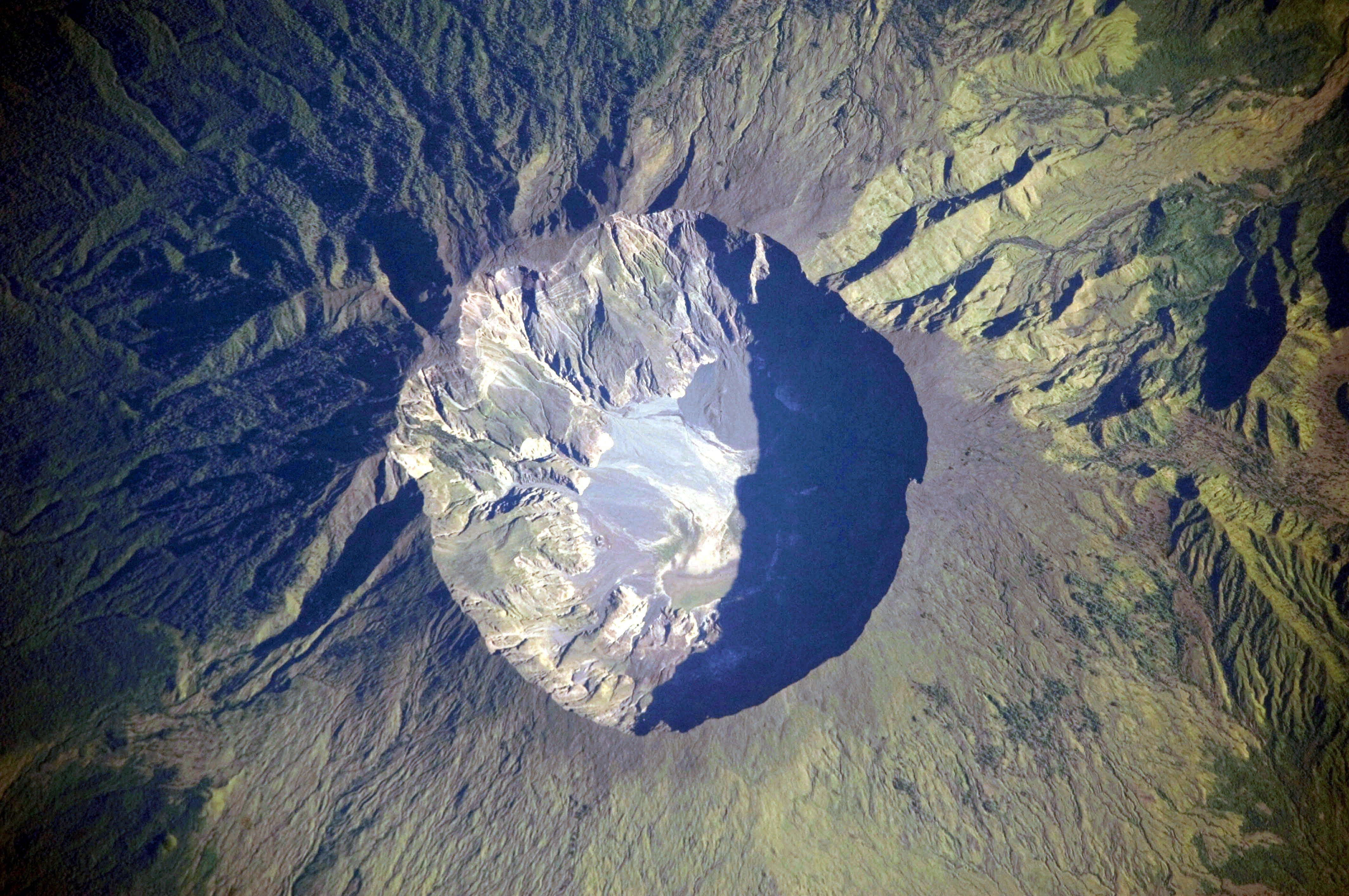
7 km široká kaldera Tambory (2009)

### Halmahera
Ostrov Halmahera, představující severní část Moluk, byl vytvořen pohybem tří tektonických desek, jehož výsledkem jsou dvě protínající se pohoří. Ty tvoří čtyři skalnaté poloostrovy oddělené třemi hlubokými zátokami. Sopky leží zejména na západě ostrova a táhnou se ze severu na jich. Některé z nich jsou sopečnými ostrovy (Gamalama a Tidore). Historické záznamy o sopečných erupcích jsou k dispozici již od počátku 16. století.
| Název       | Forma              | Výška (m) | Souřadnice                       | Poslední erupce | Nejmohutnější erupce (VEI) | Reference       |
| ----------- | ------------------ | --------- | -------------------------------- | --------------- | -------------------------- | --------------- |
| Amasing     | vulkanický komplex | 1 030     | 0°32′ j. š., 127°29′ v. d.       | ???             | ???                        | [ 217 ] [ 218 ] |
| Bibinoi     | vulkanický komplex | 900       | 0°46′ j. š., 127°43′0″ v. d.     | ???             | ???                        | [ 219 ] [ 220 ] |
| Dukono      | vulkanický komplex | 1 335     | 1°42′ s. š., 127°52′48″ v. d.    | 2023            | 3                          | [ 221 ] [ 222 ] |
| Gamalama    | stratovulkán       | 1 715     | 0°48′33″ s. š., 127°20′0″ v. d.  | 2018            | 3                          | [ 223 ] [ 224 ] |
| Gamkonora   | stratovulkán       | 1 635     | 1°22′42″ s. š., 127°32′3″ v. d.  | 2007            | 5 (?)                      | [ 225 ] [ 226 ] |
| Hiri        | stratovulkán       | 630       | 0°54′ s. š., 127°19′12″ v. d.    | ???             | ???                        | [ 227 ] [ 228 ] |
| Ibu         | stratovulkán       | 1 325     | 1°29′15″ s. š., 127°38′ v. d.    | 2023            | 2                          | [ 229 ] [ 230 ] |
| Jailolo     | vulkanický komplex | 1 130     | 1°4′48″ s. š., 127°26′24″ v. d.  | ???             | ???                        | [ 231 ] [ 232 ] |
| Makian      | stratovulkán       | 1 357     | 0°20′ s. š., 127°22′ v. d.       | 1988            | 4 (?)                      | [ 233 ] [ 234 ] |
| Mare        | stratovulkán       | 308       | 0°34′12″ s. š., 127°24′ v. d.    | ???             | ???                        | [ 235 ] [ 236 ] |
| Moti        | stratovulkán       | 950       | 0°27′ s. š., 127°24′ v. d.       | ???             | ???                        | [ 237 ] [ 238 ] |
| Tarakan     | sypaný kužel       | 318       | 1°49′51″ s. š., 127°49′43″ v. d. | ???             | ???                        | [ 239 ] [ 240 ] |
| Tidore      | vulkanický komplex | 1 730     | 0°41′ s. š., 127°24′ v. d.       | ???             | ???                        | [ 241 ] [ 242 ] |
| Tigalalu    | stratovulkán       | 422       | 0°4′12″ s. š., 127°25′12″ v. d.  | ???             | ???                        | [ 243 ] [ 244 ] |
| Tobaru      | sypaný kužel       | 1 035     | 1°37′48″ s. š., 127°40′12″ v. d. | ???             | ???                        | [ 245 ] [ 246 ] |
| Todoko-Ranu | vulkanický komplex | 979       | 1°15′ s. š., 127°28′12″ v. d.    | ???             | ???                        | [ 247 ] [ 248 ] |

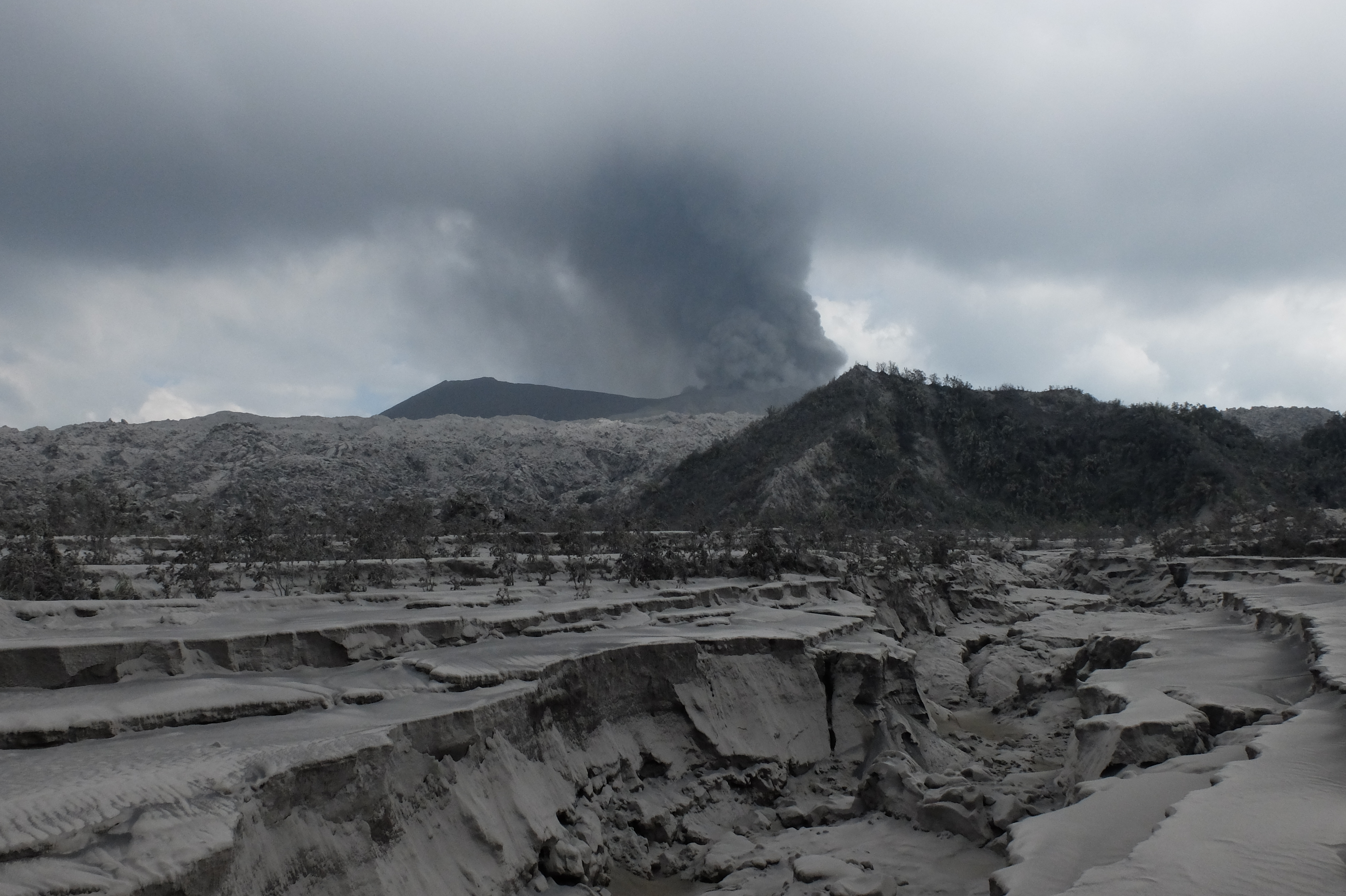
Oblak sopečného popela Dukono (2015)
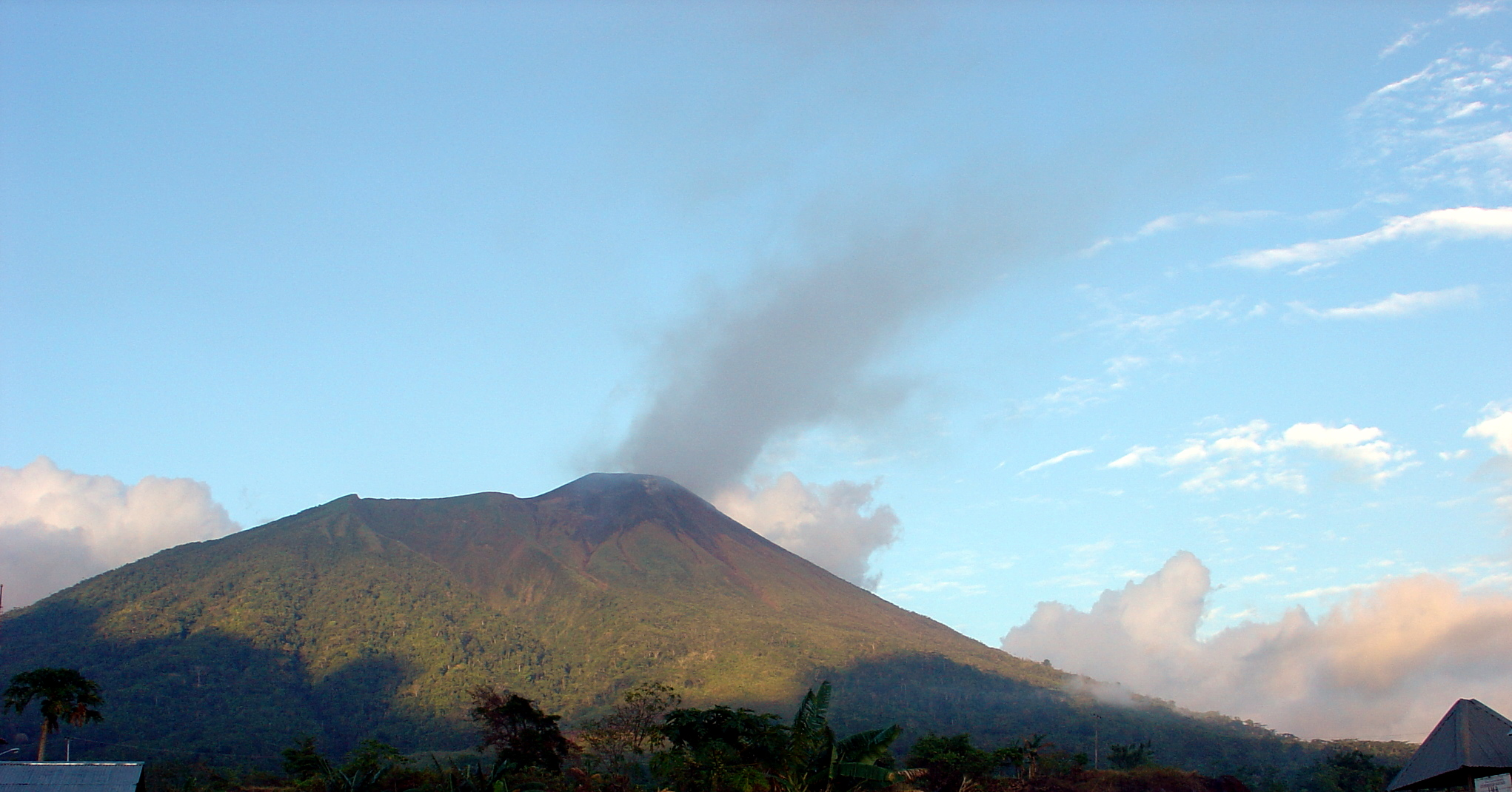
Gamalama (2009)
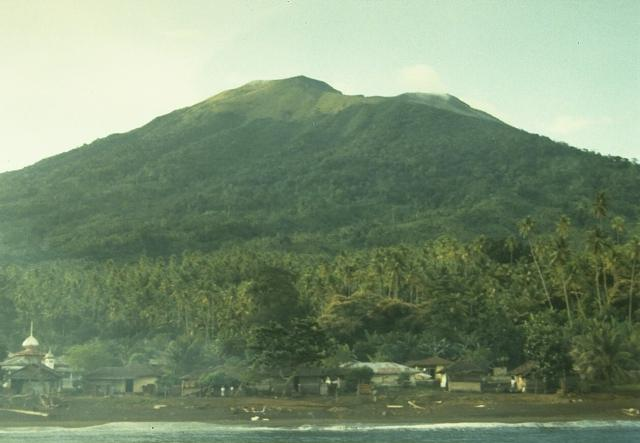
Pohled na Gamkonoru ze severozápadu, poblíž vesnice Gamsungi (1984)
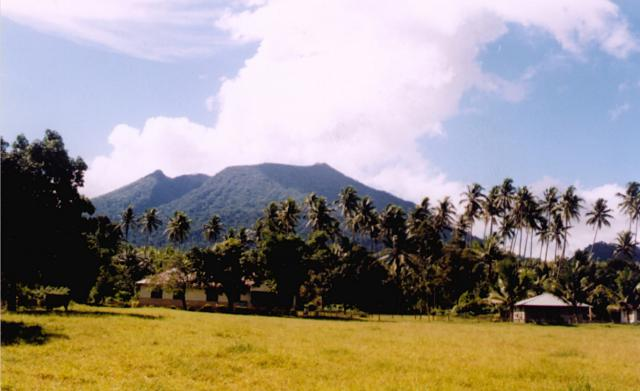
Ibu (1999)

### Bandské moře
Bandské moře je součástí Tichého oceánu a omývá břehy Jižních Moluk a Indonésie.
| Název            | Forma           | Výška (m) | Souřadnice                       | Poslední erupce | Nejmohutnější erupce (VEI) | Reference       |
| ---------------- | --------------- | --------- | -------------------------------- | --------------- | -------------------------- | --------------- |
| Banda Api        | kaldera         | 640       | 4°31′30″ j. š., 129°52′17″ v. d. | 1988            | 3                          | [ 249 ] [ 250 ] |
| Emperor of China | podmořská sopka | -2 850    | 6°37′ j. š., 124°13′ v. d.       | 1927            | ???                        | [ 251 ]         |
| Gunungapi Wetar  | stratovulkán    | 282       | 6°38′31″ j. š., 126°39′ v. d.    | 1699            | ???                        | [ 252 ] [ 253 ] |
| Manuk            | stratovulkán    | 282       | 5°32′38″ j. š., 130°18′19″ v. d. | ???             | ???                        |                 |
| Nieuwerkerk      | podmořská sopka | -2 285    | 6°36′ j. š., 124°40′30″ v. d.    | 1927            | ???                        | [ 254 ]         |
| Nila             | stratovulkán    | 781       | 6°43′48″ j. š., 129°30′ v. d.    | 1968            | 2                          | [ 255 ] [ 256 ] |
| Serua            | stratovulkán    | 641       | 6°18′ j. š., 130° v. d.          | 1921            | 4 (?)                      | [ 257 ] [ 258 ] |
| Teon             | stratovulkán    | 655       | 6°55′ j. š., 129°7′30″ v. d.     | 1904            | 4 (?)                      | [ 259 ] [ 260 ] |
| Wurlali          | stratovulkán    | 868       | 7°7′30″ j. š., 128°40′30″ v. d.  | 1892            | 2                          | [ 261 ] [ 262 ] |

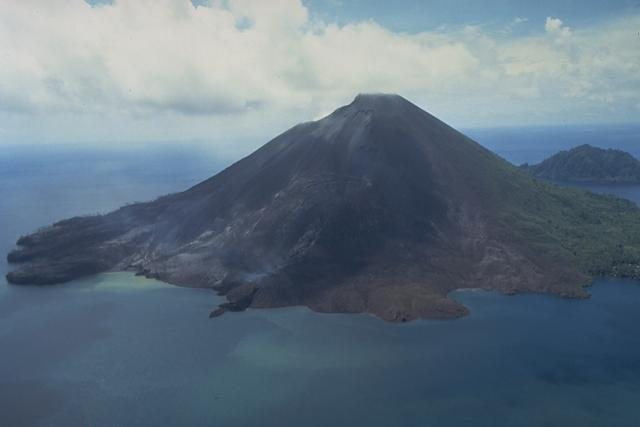
Banda Api (1988)
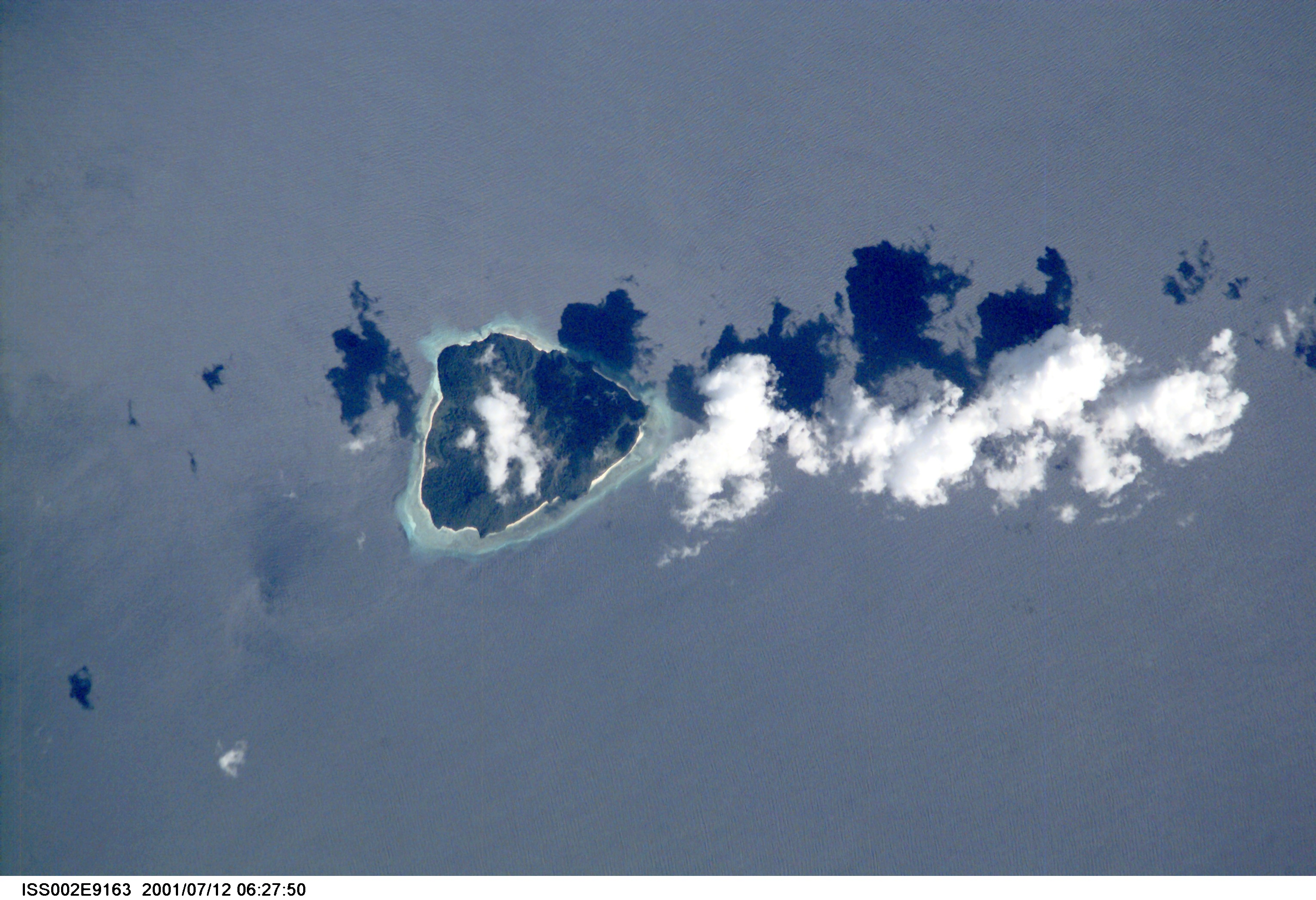
Gunungapi Wetar (2010)
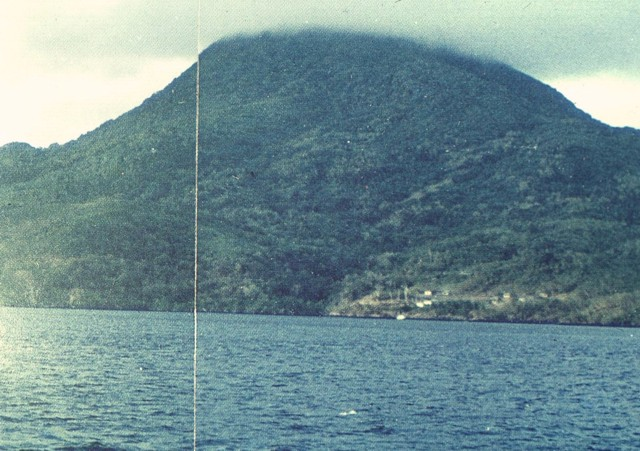
Nila a její severní pobřeží (1976)
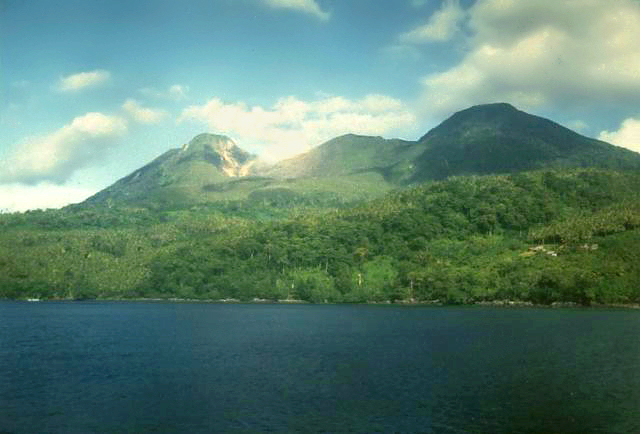
Wurlali (1994)

### Sulawesi
Sulawesi neboli Celebes je nejvýchodnější z ostrovů Velkých Sund. 
| Název        | Forma              | Výška (m) | Souřadnice                       | Poslední erupce | Nejmohutnější erupce (VEI) | Reference       |
| ------------ | ------------------ | --------- | -------------------------------- | --------------- | -------------------------- | --------------- |
| Ambang       | vulkanický komplex | 1 795     | 0°45′ s. š., 124°25′ v. d.       | 2005            | 1                          | [ 263 ] [ 264 ] |
| Colo         | stratovulkán       | 507       | 0°10′12″ j. š., 121°36′29″ v. d. | 1983            | 4                          | [ 265 ]         |
| Klabat       | stratovulkán       | 1 995     | 1°27′12″ s. š., 125°1′51″ v. d.  | ???             | ???                        | [ 266 ] [ 267 ] |
| Lokon-Empung | stratovulkán       | 1 580     | 1°21′29″ s. š., 124°47′28″ v. d. | 2015            | 3                          | [ 268 ] [ 269 ] |
| Mahawu       | stratovulkán       | 1 324     | 1°21′29″ s. š., 124°51′29″ v. d. | 1977            | 2                          | [ 270 ] [ 271 ] |
| Sempu        | kaldera            | 1 549     | 1°7′48″ s. š., 124°45′29″ v. d.  | ???             | ???                        | [ 272 ]         |
| Soputan      | stratovulkán       | 1 784     | 1°6′29″ s. š., 124°43′48″ v. d.  | 2020            | 3                          | [ 273 ] [ 274 ] |
| Tondano      | kaldera            | 1 202     | 1°13′48″ s. š., 124°49′48″ v. d. | ???             | ???                        | [ 275 ] [ 276 ] |
| Tongkoko     | stratovulkán       | 1 149     | 1°31′12″ s. š., 125°12′ v. d.    | 1880            | 5 (?)                      | [ 277 ] [ 278 ] |

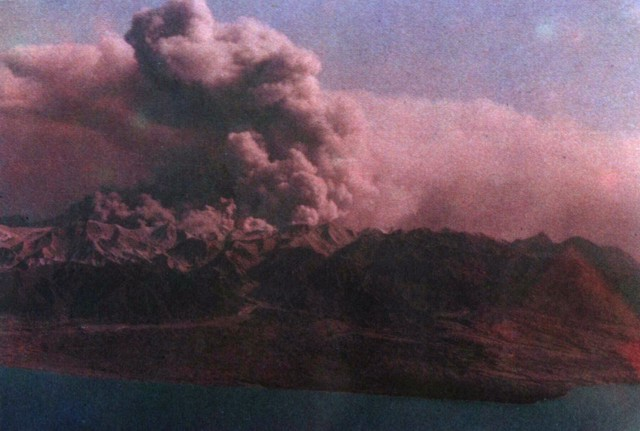
Erupce sopky Colo (1983)
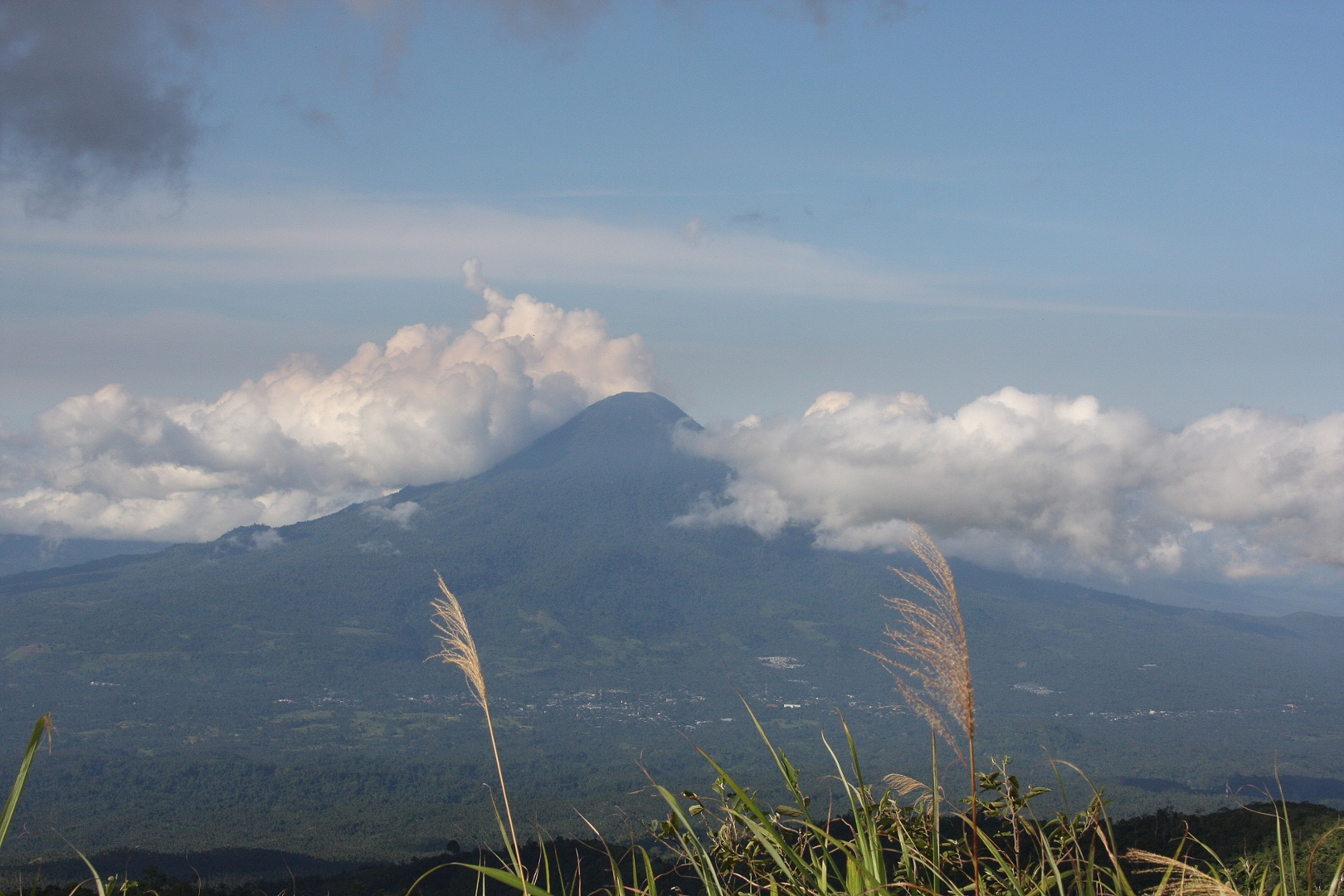
Klabat (2009)
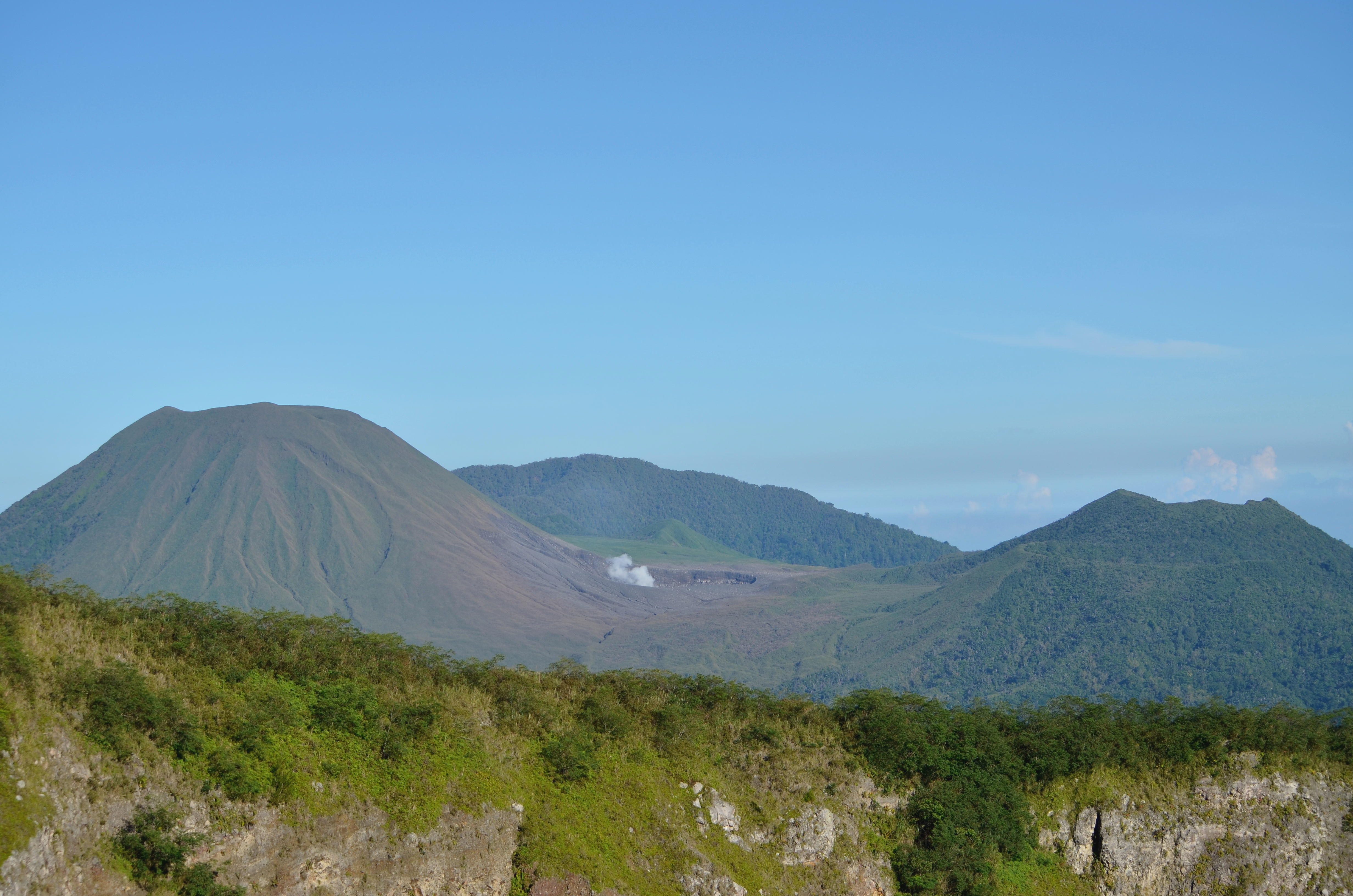
Lokon-Empung (2012)
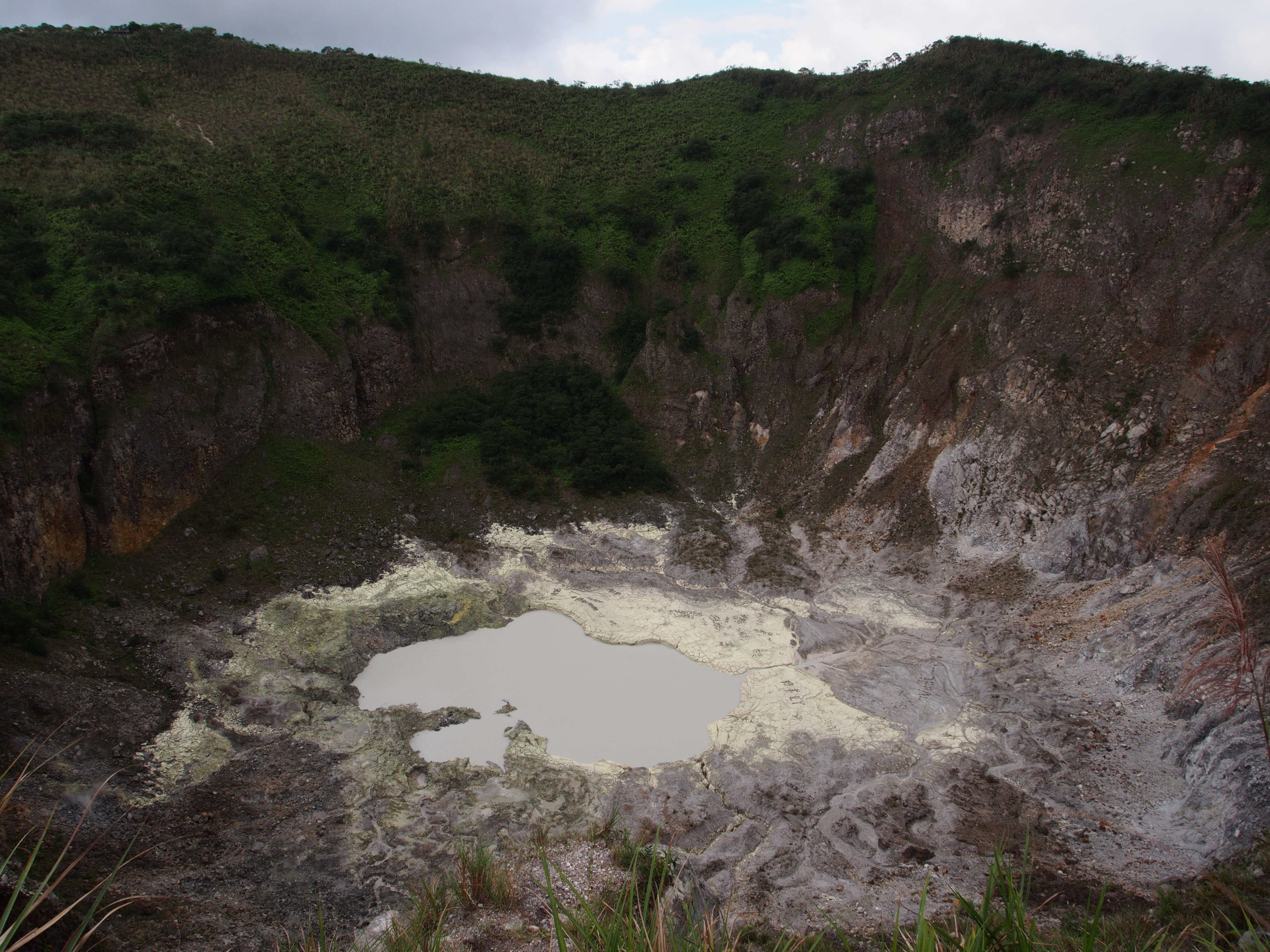
Kráter Mahawu (2017)
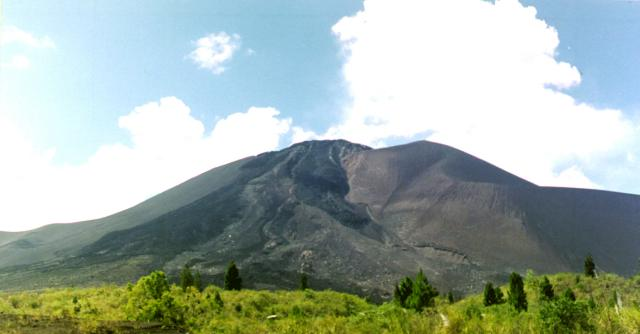
Soputan

### Sangihské ostrovy
| Název       | Forma           | Výška (m) | Souřadnice                       | Poslední erupce | Nejmohutnější erupce (VEI) | Reference       |
| ----------- | --------------- | --------- | -------------------------------- | --------------- | -------------------------- | --------------- |
| bez jména   | podmořská sopka | -5 000    | 3°58′ s. š., 124°10′ v. d.       | ???             | ???                        |                 |
| Awu         | stratovulkán    | 1 320     | 3°40′ s. š., 125°30′ v. d.       | 2004            | 4                          | [ 279 ] [ 280 ] |
| Banua Wuhu  | podmořská sopka | -5        | 3°8′16″ s. š., 125°29′26″ v. d.  | 1919            | 3                          | [ 281 ] [ 282 ] |
| Karangetang | stratovulkán    | 1 827     | 2°46′40″ s. š., 125°24′27″ v. d. | 2023            | 3                          | [ 283 ] [ 284 ] |
| Ruang       | stratovulkán    | 725       | 2°18′ s. š., 125°22′12″ v. d.    | 2024            | 4 (?)                      | [ 285 ] [ 286 ] |

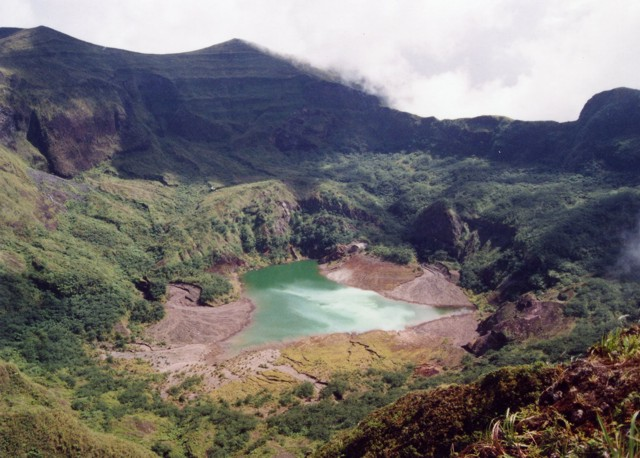
Kráter Awu (1995)
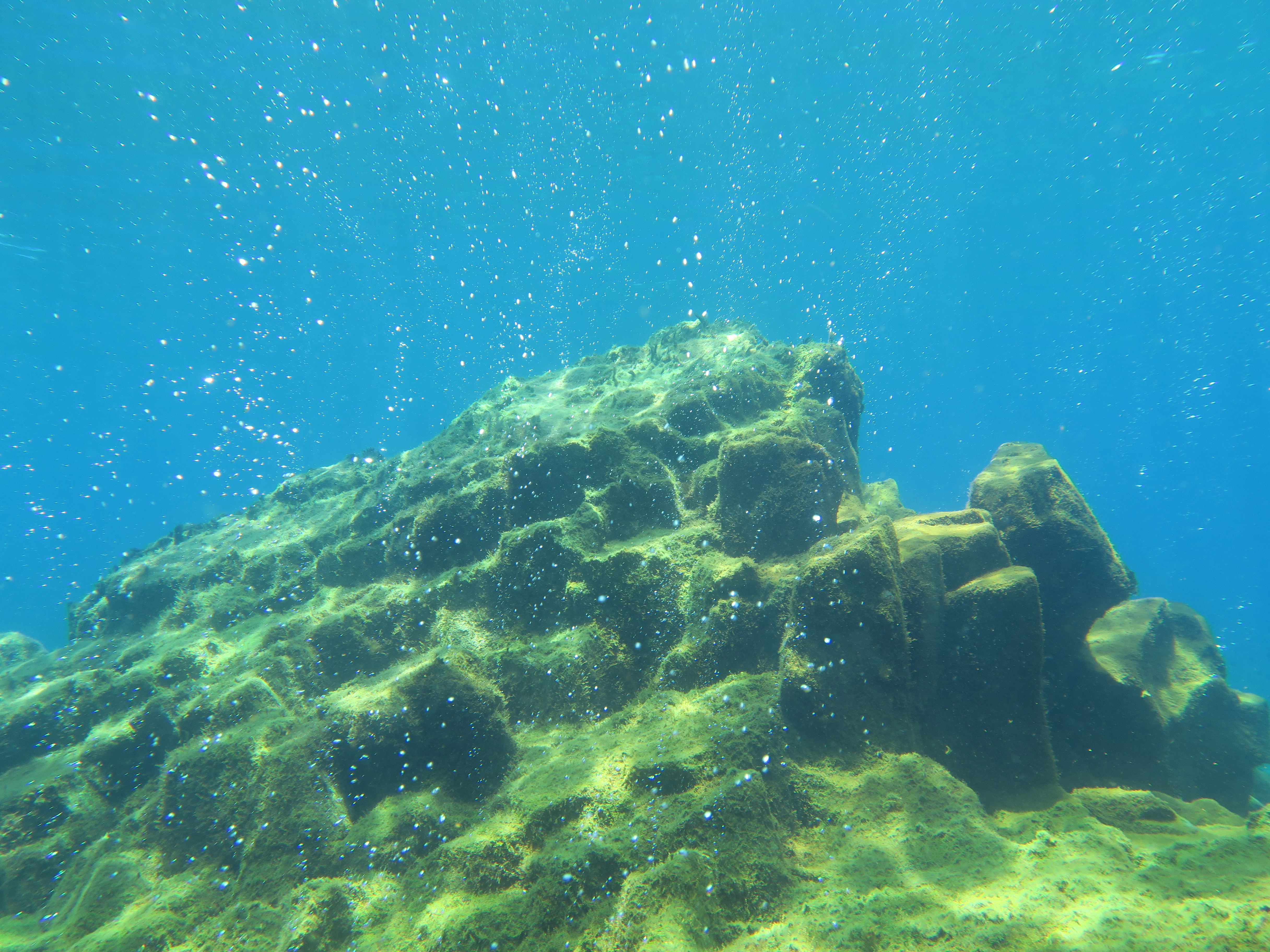
Banua Wuhu (2020)
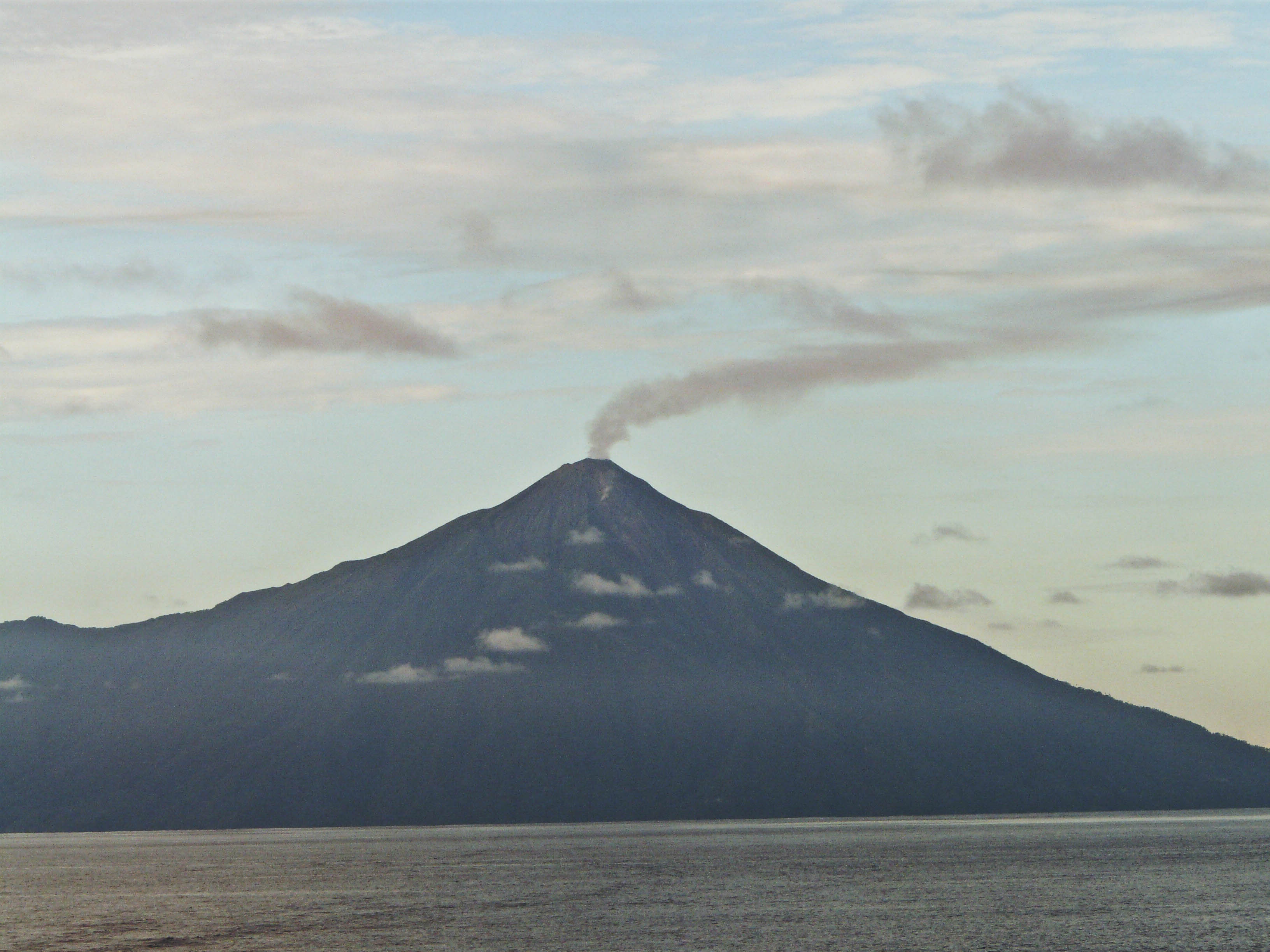
Karangetang (2009)
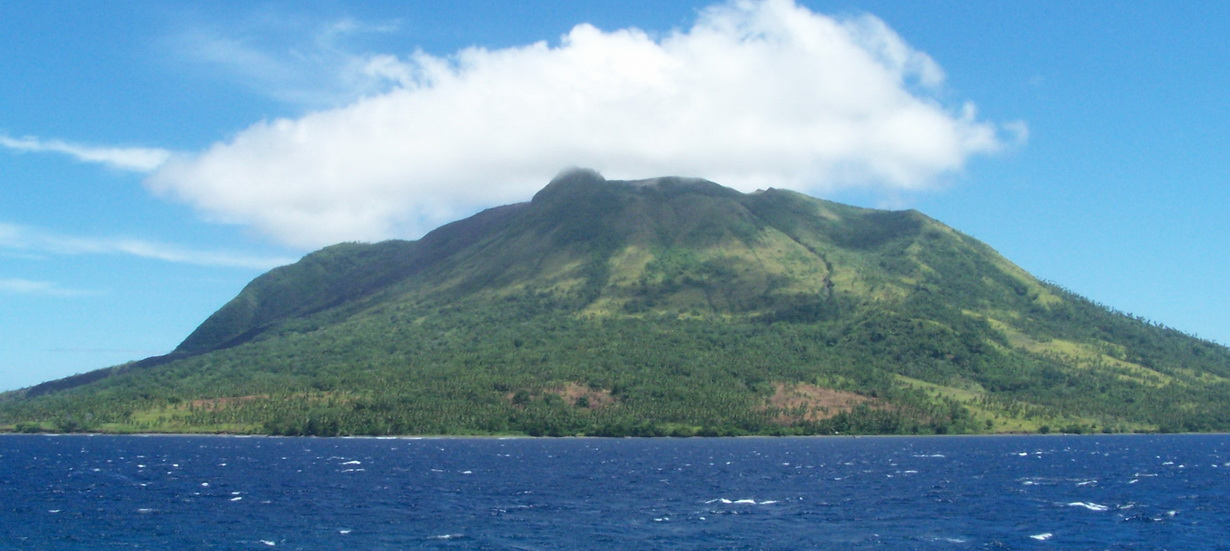
Ruang (2005)

## Indie

### Andamany a Nikobary
Andamany a Nikobary je název svazového teritoria Indie, které leží v Indickém oceánu na jižním konci Bengálského zálivu nedaleko Thajska a Indonésie.
| Název     | Forma        | Výška (m) | Souřadnice                       | Poslední erupce | Nejmohutnější erupce (VEI) | Reference       |
| --------- | ------------ | --------- | -------------------------------- | --------------- | -------------------------- | --------------- |
| Barren    | stratovulkán | 354       | 12°17′1″ s. š., 93°51′42″ v. d.  | 2020            | 2                          | [ 287 ] [ 288 ] |
| Narkondam | stratovulkán | 710       | 13°26′42″ s. š., 94°15′43″ v. d. | ???             | ???                        | [ 289 ]         |

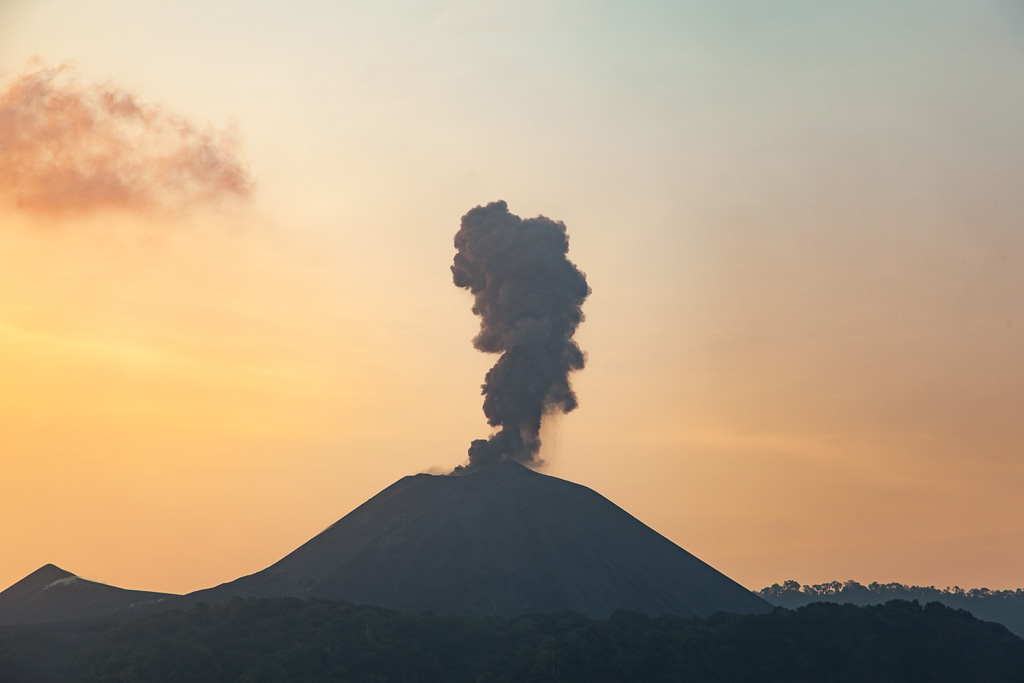
Erupce sopky Barren (2014)
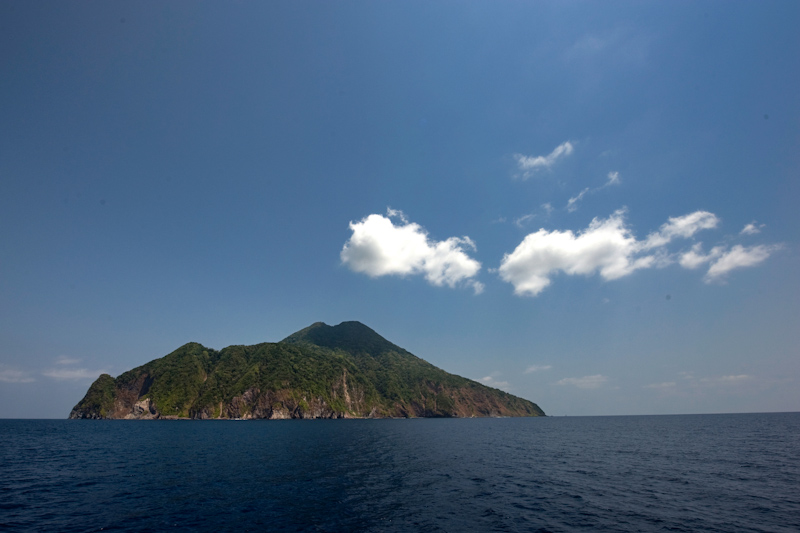
Narkondam (2010)

## Malajsie

### Borneo
Borneo (indonésky Kalimantan) je největší ostrov Velkých Sund.
| Název    | Forma        | Výška (m) | Souřadnice                 | Poslední erupce | Nejmohutnější erupce (VEI) | Reference |
| -------- | ------------ | --------- | -------------------------- | --------------- | -------------------------- | --------- |
| Bombalai | sypaný kužel | 531       | 4°24′ s. š., 117°53′ v. d. | ???             | ???                        | [ 290 ]   |